# Batalla de Kursk
La batalla de Kursk fue un gran enfrentamiento armado que se libró entre julio y agosto de 1943 en la región homónima de la Unión Soviética durante la Segunda Guerra Mundial. Siguiendo el plan previsto en la bautizada como Operación Ciudadela, las tropas del ejército alemán desencadenaron un último esfuerzo en el frente oriental contra el Ejército Rojo de la Unión Soviética. Para ello, concentraron en la zona el grueso de sus fuerzas acorazadas y sus armas más modernas, todo ello al mando de algunos de sus generales más prestigiosos.
Los alemanes necesitaban urgentemente acortar la línea del frente. El saliente de Kursk representaba un obstáculo obvio para este fin. La respuesta lógica era embolsarlo y reducirlo, destruyendo grandes formaciones soviéticas que se encontraban en su interior, para el verano de 1943 luego del desastre de Stalingrado, los soviéticos habían contraatacado y empujado a los alemanes hacia el oeste. No obstante, las unidades de vanguardia estaban desgastadas y apartadas de sus líneas de abastecimiento. Esto no pasó inadvertido al mariscal de campo Erich von Manstein comandante del grupo de ejércitos sur, que vio la oportunidad de pasar de una retirada caótica a una ofensiva coordinada. Confundiendo al enemigo que continuaría su repliegue, de pronto giró hacia el sur y destruyó la vanguardia soviética, con un movimiento envolvente en martillo. Luego giró al norte y tomó la ciudad de Járkov. Con ello se había evitado un desastre para el ejército alemán y se estabilizó por un tiempo el frente sur. Con la toma de Járkov, accidentalmente, se dio forma al lado sur de la saliente de Kursk, allí los soviéticos se hicieron fuertes. Esta cuña en las líneas alemanas, tenía 250 kilómetros de largo de norte a sur y 160 kilómetros de ancho de este a oeste. El plan alemán contemplaba el clásico cerco tantas veces visto en la época de la blitzkrieg, donde un par de pinzas atravesaban los flancos norte y sur del saliente. Hitler creía que una victoria contundente en la batalla por venir, reafirmaría la fortaleza alemana y mejoraría su prestigio con sus aliados, que estaban considerando retirarse de la guerra. También se esperaba que un gran número de prisioneros soviéticos fueran capturados para ser utilizados como mano de obra esclava en la industria de armamentos alemana.
El mando soviético tuvo conocimiento previo de las intenciones alemanas, proporcionadas por la Orquesta Roja, una red de espías internacional desplegado por toda la Europa ocupada por los alemanes, incluso en el OKH o Alto Mando del Ejército Alemán, por lo cual los soviéticos estaban al tanto con mucha anticipación de los detalles del ataque alemán. A tal efecto, los soviéticos construyeron una férrea defensa de extensas líneas defensivas en profundidad, diseñadas para desgastar la punta de lanza blindada germana, combinadas con un millón de minas antitanque y antipersona sembradas a lo largo de los 250 km del saliente de Kursk y detrás una serie de puntos fuertes antitanques, así como una línea de fortificaciones y zonas de fuego de artillería, que se extendieron a aproximadamente 300 km detrás del frente. Fue el mayor cinturón defensivo jamás construido. Además, los soviéticos colocaron en reserva grandes formaciones de blindados e infantería para luego pasar al contraataque.  Sin embargo, Hitler retrasó la operación a la espera de recibir los nuevos blindados Tiger, Panther y Ferdinand. El retraso le dio un considerable margen de tiempo al Ejército Rojo para construir defensas robustas y potentes formaciones blindadas para la defensa y contraataque.
La pinza norte de Model se componía de los XLVI, XLVII y XL cuerpos panzer. La cuña sur contaba con formaciones cuyo puño blindado, al mando del mariscal Manstein contaba con el II cuerpo Panzer SS, los XLVIII y III Cuerpo Panzer pertenecientes al destacamento Hollidt. En reserva el XXIV Cuerpo panzer. La punta de lanza de las formaciones blindadas en la pinza sur quedó confirmada por la I, II y III divisiones Panzer SS, estas lograron los mejores avances, fue aquí donde se dio la batalla de Projórovka, la mayor batalla de tanques de la historia. La pinza blindada norte pronto quedó atascada sin poder realizar mayores progresos. En ella participaron alrededor de tres millones de efectivos, más de 8200 carros de combate y cañones de asalto, y unos 5600 aviones. Resultó la última ofensiva estratégica que los alemanes pudieron lanzar en el frente oriental. Después de dos semanas de lucha, la operación llegó a un punto muerto, debido al escaso éxito alcanzado, los contraataques soviéticos y las grandes pérdidas de hombres y tanques sufridas por Alemania que aseguraron que el Ejército Rojo soviético tomara la iniciativa estratégica durante el resto de la guerra, llevaron al fin de la ofensiva.
La batalla de Kursk fue la primera vez en la Segunda Guerra Mundial que se detuvo una ofensiva estratégica alemana antes de que pudiera romper las defensas enemigas y penetrar la línea del frente. La profundidad máxima del avance de la ofensiva alemana fue de 8 a 12 kilómetros en el norte y 35 kilómetros en el sur. Aunque el Ejército Rojo había tenido éxito en ofensivas de invierno anteriormente, sus contraofensivas tras el ataque alemán en Kursk fueron sus primeras ofensivas estratégicas veraniegas de la guerra. Es importante señalar, que los desembarcos aliados en Sicilia, que se produjeron durante la batalla de Kursk llevaron a Hitler a darse cuenta de la necesidad de enviar unidades blindadas a Italia con el fin de hacer frente a este nuevo teatro de operaciones, por ello, el 26 de julio, se le ordenó al II SS Cuerpo Panzer trasladarse a la región de Roma, pero solo un cuerpo de las SS fue transferida, la Leibstandarte sin tanques y otras armas pesadas, a pesar de la decisión de Hitler, mientras que las otras dos, la Das Reich y Totenkop permanecieron en el Frente Oriental para enfrentar nuevas ofensivas soviéticas. La veracidad de las afirmaciones de Manstein de una victoria cercana es discutible. La extensión de las reservas soviéticas era mucho mayor de lo que él creía. Estas reservas se utilizaron para reequipar al 5.º Ejército de Tanques de la Guardia, que dio inicio a la Operación Polkovodets Rumyantsev, el 3 de agosto. El resultado fue una batalla de desgaste de hombres y materiales, cada vez más escasos, para la Alemania nazi.

## Antecedentes
Cuando la batalla de Stalingrado llegó lentamente a su conclusión, el Ejército Rojo pasó a una ofensiva general en el sur, presionando a las exhaustas fuerzas alemanas que habían sobrevivido al invierno. Para enero de 1943, se había abierto una brecha de 160 a 300 km de ancho entre el Grupo de Ejércitos B y el Grupo de Ejércitos Don, y los ejércitos soviéticos que avanzaban amenazaban con cortar todas las fuerzas tudescas al sur del río Don, incluido el Grupo de Ejércitos A que operaba en el Cáucaso. El Grupo de Ejércitos Centro también estuvo bajo una presión significativa. Kursk cayó ante los soviéticos el 8 de febrero de 1943, y Rostov cayó el 14 de febrero. Los frentes soviéticos de Briansk, Oeste y el central de nueva creación se prepararon para una ofensiva que contemplaba el cerco del Grupo de Ejércitos Centro entre Briansk y Smolensk. En febrero de 1943, el sector sur del frente alemán estaba en crisis estratégica.

Frente oriental antes de la batalla de Kursk. Las áreas en oscuro muestran la destrucción de una incursión soviética previa, que desembocó en la tercera batalla de Járkov. Las áreas en claro muestran los avances alemanes hacia Kursk.

Desde diciembre de 1942, el mariscal de campo Erich von Manstein había estado solicitando enérgicamente una «libertad operativa sin restricciones» para permitirle usar sus fuerzas de manera fluida. El 6 de febrero de 1943, Manstein se reunió con Hitler en la sede de Rastenburg para discutir las propuestas que había enviado anteriormente. Recibió una aprobación de Hitler para una contraofensiva contra las fuerzas soviéticas que avanzaban en la región del Dombás. El 12 de febrero de 1943, las fuerzas tudescas restantes fueron reorganizadas. Al sur, el Grupo de Ejércitos Don pasó a llamarse Grupo de Ejércitos del Sur y se colocó bajo el mando de Manstein. Directamente al norte, el Grupo de Ejércitos B se disolvió, con sus fuerzas y áreas de responsabilidad divididas entre el Grupo de Ejércitos Sur y el Centro de Grupos de Ejércitos. Manstein heredó la responsabilidad de la brecha masiva en las líneas alemanas. El 18 de febrero, Hitler llegó a la sede del Grupo de Ejércitos Sur, en Zaporizhia, horas antes de que los soviéticos liberaran Járkov y tuvieran que ser evacuados apresuradamente el 19.
En cuanto se le otorgó libertad de acción, Manstein intentó utilizar sus fuerzas para realizar una serie de contragolpes en los flancos de las formaciones acorazadas soviéticas, con el objetivo de destruirlas mientras retomaba Járkov y Kursk. El II Cuerpo Panzer de las SS había llegado de Francia en enero de 1943, reacondicionado y casi en su totalidad. Unidades blindadas del 1.º Ejército Panzer del Grupo A del Ejército se habían retirado del Cáucaso y fortalecido aún más las fuerzas de Manstein.
La operación fue preparada apresuradamente y no recibió un nombre. Más tarde, conocida como la tercera batalla de Járkov, comenzó el 21 de febrero, cuando el 4.º Ejército Panzer del general Hoth lanzó un contraataque. Las fuerzas alemanas cortaron las puntas de lanza móviles soviéticas y continuaron el viaje hacia el norte, retomando Járkov el 15 de marzo y Bélgorod el 18 de marzo. Una ofensiva soviética lanzada el 25 de febrero por el Frente Central contra el Grupo de Ejércitos Centro tuvo que ser abandonada el 7 de marzo para permitir que las formaciones atacantes se retiraran y redistribuyeran hacia el sur para contrarrestar la amenaza del avance de las fuerzas alemanas bajo Manstein. El agotamiento de la Wehrmacht y el Ejército Rojo, junto con la pérdida de movilidad debido al inicio de la rasputitsa de primavera, dio lugar al cese de las operaciones para ambos lados a mediados de marzo. La contraofensiva dejó un saliente que se extendió hacia el área de control alemana, centrada en la ciudad de Kursk.

### Plan alemán y preparación
Las fuertes pérdidas sufridas por el Ejército alemán desde la apertura de la operación Barbarroja habían provocado una escasez de infantería y artillería. Las unidades fueron en total 470 000 hombres de poca fuerza. Para que la Wehrmacht emprendiera una ofensiva en 1943, la carga de la ofensiva, tanto atacando las defensas soviéticas como manteniendo el terreno en los flancos del avance, tendría que ser llevada principalmente por las divisiones panzer. En vista de la posición expuesta del Grupo de Ejércitos Sur, Manstein propuso que sus fuerzas deberían tomar la defensiva estratégica. Anticipó que una ofensiva soviética intentaría cortar y destruir el Grupo de Ejércitos del Sur por un movimiento a través del río Donets hacia el Dniéper. En febrero, propuso esperar a que se desarrollara esta ofensiva y luego llevar a cabo una serie de contraataques en los flancos soviéticos expuestos. Hitler, preocupado por las implicaciones políticas de adoptar una postura defensiva, y preocupado por mantener la cuenca del Donets, rechazó este plan. El 10 de marzo, Manstein presentó un plan alternativo mediante el cual las fuerzas alemanas se enfrentarían a la bolsa de Kursk con una ofensiva rápida que comenzaría tan pronto como la primavera rasputitsa hubiera cesado.

Plan alemán de ataque

El 13 de marzo, Hitler firmó la Orden Operativa n.º 5, que autorizó varias ofensivas, incluida una contra la bolsa de Kursk. Cuando la última resistencia soviética en Járkov se agotó, Manstein intentó persuadir a Günther von Kluge, comandante del Grupo de Ejércitos Centro, para que atacara inmediatamente el Frente Central, que defendía la cara norte del saliente. Kluge se negó, estimando que sus fuerzas eran demasiado débiles para lanzar tal ataque. Otros avances del Eje fueron bloqueados por las fuerzas soviéticas que habían sido desplazadas desde el Frente Central al área al norte de Bélgorod. A mediados de abril, en medio del mal tiempo y con las fuerzas alemanas agotadas y necesitadas de reajustes, se pospusieron las ofensivas de la Orden Operativa n.º 5.
El 15 de abril, Hitler emitió la Orden Operacional n.º 6, que pedía que la operación ofensiva de Kursk, llamada Zitadelle («Ciudadela»), comenzara el 3 de mayo o poco después. La directiva fue redactada por Kurt Zeitzler, el jefe de personal del OKH. Para que la ofensiva tuviera éxito, se consideraba esencial atacar antes de que los soviéticos tuvieran la oportunidad de preparar defensas extensas o lanzar una ofensiva propia. Algunos historiadores militares han descrito la operación usando la locución «guerra relámpago» (blitzkrieg); otros historiadores militares no usan el término en sus trabajos en la batalla.
La operación Ciudadela requería un doble envolvimiento, dirigido a Kursk, para rodear a los defensores soviéticos de cinco ejércitos y sellar el mismo. El Grupo de Ejércitos Centro proporcionaría el 9.º Ejército del general Walter Model para formar las pinzas del norte. Cortaría a través de la cara norte de la bolsa, conduciendo hacia el sur a las colinas al este de Kursk, asegurando la línea de ferrocarril del ataque soviético. El Grupo de Ejércitos del Sur cometería el 4.º Ejército Panzer, bajo Hermann Hoth, y el Destacamento del Ejército Kempf, bajo Werner Kempf, para perforar la cara sur de la bolsa. Esta fuerza conduciría hacia el norte para encontrarse con el 9.º Ejército al este de Kursk. El ataque principal de Von Manstein debía ser ejecutado por el 4.º Ejército Panzer de Hoth, encabezado por el II Cuerpo Panzer de las SS bajo la dirección de Paul Hausser. El XLVIII Panzer Corps, comandado por Otto von Knobelsdorff, avanzaría por la izquierda, mientras que el Destacamento del Ejército Kempf avanzaría por la derecha. El 2.º Ejército, bajo el mando de Walter Weiss, contendría la parte occidental del saliente.
El 27 de abril, Model se reunió con Hitler para revisar y expresar su preocupación por la información de reconocimiento que mostraba al Ejército Rojo construyendo posiciones muy fuertes en los hombros del saliente y retirando sus fuerzas móviles del área al oeste de Kursk. Argumentó que cuanto más larga fuera la fase de preparación, menos podría justificarse la operación. Recomendó abandonar completamente la operación Ciudadela, permitiendo que el ejército esperara y derrotara la próxima ofensiva soviética, o revisara radicalmente el plan Ciudadela. Aunque a mediados de abril Manstein había considerado que Ciudadela era rentable, en mayo compartió los recelos de Model. Afirmó que el mejor curso de acción sería que las fuerzas alemanas tomasen la posición defensiva estratégica y cedida para permitir que las fuerzas soviéticas anticipadas se extendieran y permitiesen que las fuerzas panzer alemanas contraataquen en el tipo de batalla móvil fluida en la que sobresalieron. Convencido de que el Ejército Rojo realizaría su principal esfuerzo contra el Grupo de Ejércitos del Sur, propuso mantener fuerte el ala izquierda del grupo de soldados mientras movía el ala derecha hacia el río Dniéper, por etapas, y luego un contraataque contra el flanco del avance del Ejército Rojo. La contraofensiva continuaría hasta que se alcanzara el mar de Azov y las fuerzas soviéticas fueran eliminadas. Hitler rechazó esta idea; no quería abandonar tanto terreno, ni siquiera temporalmente.
Hitler llamó a sus oficiales superiores y asesores a Múnich para una reunión el 4 de mayo. Hitler habló durante unos 45 minutos sobre las razones para posponer el ataque, esencialmente reiterando los argumentos de Model. Se presentaron varias opciones para hacer comentarios: pasar a la ofensiva inmediatamente con las fuerzas a la mano, retrasando aún más la ofensiva para esperar la llegada de nuevos y mejores tanques, revisar radicalmente la operación o cancelarla por completo. Manstein abogó por un ataque temprano, pero solicitó dos divisiones de infantería adicionales, a las que Hitler respondió que no había ninguna disponible. Kluge habló enérgicamente contra el aplazamiento y descontó los materiales de reconocimiento de Model. Albert Speer, el ministro de Armamentos y Producción de Guerra, habló sobre las dificultades para reconstruir las formaciones blindadas y las limitaciones de la industria alemana para reemplazar las pérdidas. El general Heinz Guderian argumentó enérgicamente contra la operación, afirmando que «el ataque sería inútil». La conferencia terminó sin que Hitler tomara una decisión, pero Ciudadela no fue abortada. Tres días después, el OKW, el conducto de Hitler para controlar el ejército, pospuso la fecha de lanzamiento de Ciudadela al 12 de junio.

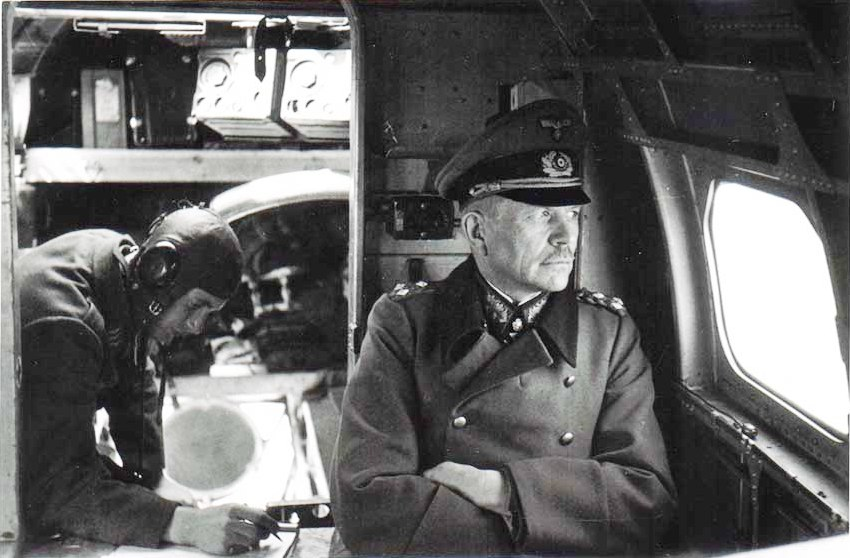
Guderian viajando al frente oriental, 1943.

Después de esta reunión, Guderian continuó expresando su preocupación por una operación que probablemente degradaría las fuerzas panzer que había estado intentando reconstruir. Consideró que la ofensiva, según lo planeado, era un mal uso de las fuerzas panzer, ya que violaba dos de los tres principios que había establecido como elementos esenciales para un ataque panzer exitoso. En su opinión, los limitados recursos alemanes en hombres y material deberían conservarse, ya que serían necesarios para la defensa pendiente de Europa occidental. En una reunión con Hitler el 10 de mayo, preguntó:

¿Es realmente necesario atacar Kursk, e incluso el Este este mismo año? ¿Crees que alguien sabe dónde está Kursk? Al mundo entero no le importa si capturamos Kursk o no. ¿Cuál es la razón por la que nos obliga a atacar este año en Kursk, o incluso más, en el Frente Oriental?

Hitler respondió: "Lo sé. Pensarlo me revuelve el estómago". Guderian concluyó: "En ese caso, tu reacción al problema es la correcta. Déjalo en paz".
A pesar de las reservas, Hitler se mantuvo comprometido con la ofensiva. Él y el OKW, al principio de la fase preparatoria, tenían la esperanza de que la ofensiva revitalizaría las fortunas estratégicas alemanas en el este. A medida que aumentaban los desafíos ofrecidos por Ciudadela, se enfocó cada vez más en las nuevas armas que creía que eran la clave de la victoria: principalmente el tanque Panther, pero también el cazacarros Elefant y un mayor número de tanques pesados Tiger. Aplazó la operación para esperar su llegada. Al recibir informes de poderosas concentraciones soviéticas detrás del área de Kursk, Hitler retrasó aún más la ofensiva para permitir que más equipo llegara al frente.
Con el pesimismo por Ciudadela incrementándose con cada demora, en junio, Alfred Jodl, el jefe de Estado Mayor en el OKW, dio instrucciones a la oficina de propaganda de las fuerzas armadas para que describiera la próxima operación como una contraofensiva limitada. Debido a las preocupaciones de un desembarco aliado en el sur de Francia o en Italia y los retrasos en las entregas de los nuevos tanques, Hitler pospuso nuevamente, esta vez hasta el 20 de junio. Zeitzler estaba profundamente preocupado por los retrasos, pero todavía apoyaba la ofensiva. Los días 17 y 18 de junio, luego de una discusión en la que el personal de operaciones de OKW sugirió abandonar la ofensiva, Hitler pospuso la operación hasta el 3 de julio. Finalmente, el 1 de julio, Hitler anunció el 5 de julio como la fecha de lanzamiento de la ofensiva.

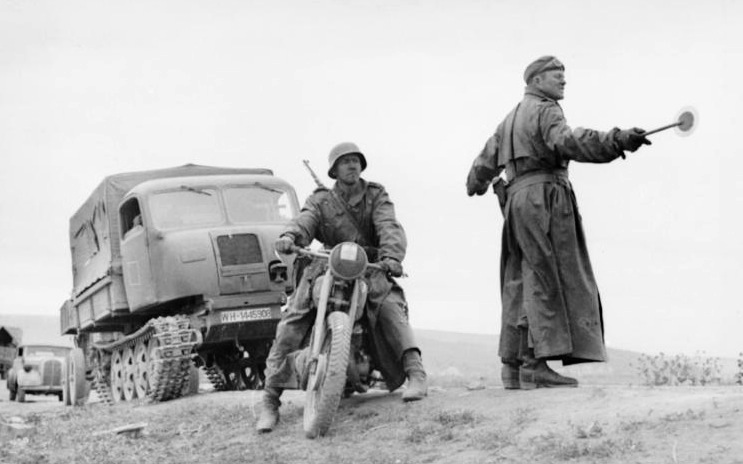
Un Raupenschlepper Ost, diseñado en respuesta a los malos caminos de Rusia, avanza poco antes de la ofensiva de Kursk.

Un período de calma de tres meses descendió sobre el frente oriental mientras los soviéticos preparaban sus defensas y los alemanes intentaban aumentar sus fuerzas. Los alemanes utilizaron este período para el entrenamiento especializado de sus tropas de asalto. Todas las unidades se sometieron a entrenamientos y ensayos de combate. Las Waffen-SS habían construido un punto fuerte soviético duplicado a gran escala que se usaba para practicar las técnicas para neutralizar tales posiciones. Las divisiones panzer recibieron hombres y equipo de reemplazo e intentaron recuperar la fuerza. Las fuerzas alemanas que se utilizarían en la ofensiva incluían 12 divisiones panzer y 5 divisiones panzergrenadier, cuatro de las cuales tenían fuerzas de tanques mayores que sus divisiones panzer vecinas. Sin embargo, la fuerza era marcadamente deficiente en las divisiones de infantería, que eran esenciales para mantener el terreno y asegurar los flancos. Cuando los alemanes iniciaron la ofensiva, su fuerza ascendió a unos 777 000 hombres, 2451 carros de combate y cañones de asalto (70 por ciento de las fuerzas blindadas  alemanas en el frente oriental) y 7417 cañones y morteros.

### Plan soviético y preparación
En 1943 se abandonó una ofensiva de los frentes soviéticos Central, Briansk y Oeste contra el Grupo de Ejércitos Centro poco después de que comenzara a principios de marzo, cuando el Grupo de Ejércitos del Sur amenazó el flanco sur del Frente Central. La inteligencia soviética recibió información sobre las concentraciones de tropas germanas observadas en Oriol y Járkov, así como detalles de una ofensiva alemana en el sector de Kursk a través de la red de espías Lucy en Suiza. Los soviéticos verificaron la información de inteligencia a través de su espía en Gran Bretaña, John Cairncross, en el Código de Gobierno y la Escuela de Cypher en Bletchley Park, que enviaron descifrados directamente a Moscú clandestinamente. Cairncross también proporcionó a la inteligencia soviética las identificaciones de los aeródromos de la Luftwaffe en la región. El político soviético Anastas Mikoyan escribió que el 27 de marzo de 1943, el camarada Iósif Stalin le notificó sobre un posible ataque alemán en el sector de Kursk. Stalin y algunos oficiales superiores estaban ansiosos por atacar primero una vez que terminó el rasputitsa, pero varios oficiales clave, incluido el Comandante Supremo Adjunto Georgui Zhúkov, recomendaron una defensiva estratégica antes de pasar a la ofensiva. En una carta al Stavka y Stalin, el 8 de abril, Zhúkov escribió:

En la primera fase, el enemigo, reuniendo sus mejores fuerzas, incluyendo 13-15 divisiones de tanques y con el apoyo de una gran cantidad de aviones, atacará a Kursk con su agrupación Kromskom-Oriol del noreste y su agrupación Belgorod-Járkov desde el sureste... Considero que no es aconsejable que nuestras fuerzas pasen a una ofensiva en un futuro próximo para prevenir al enemigo. Sería mejor hacer que el enemigo se agote contra nuestras defensas, y derribar sus carros y luego, levantando nuevas reservas, pasar a la ofensiva general que finalmente acabaría con su fuerza principal.

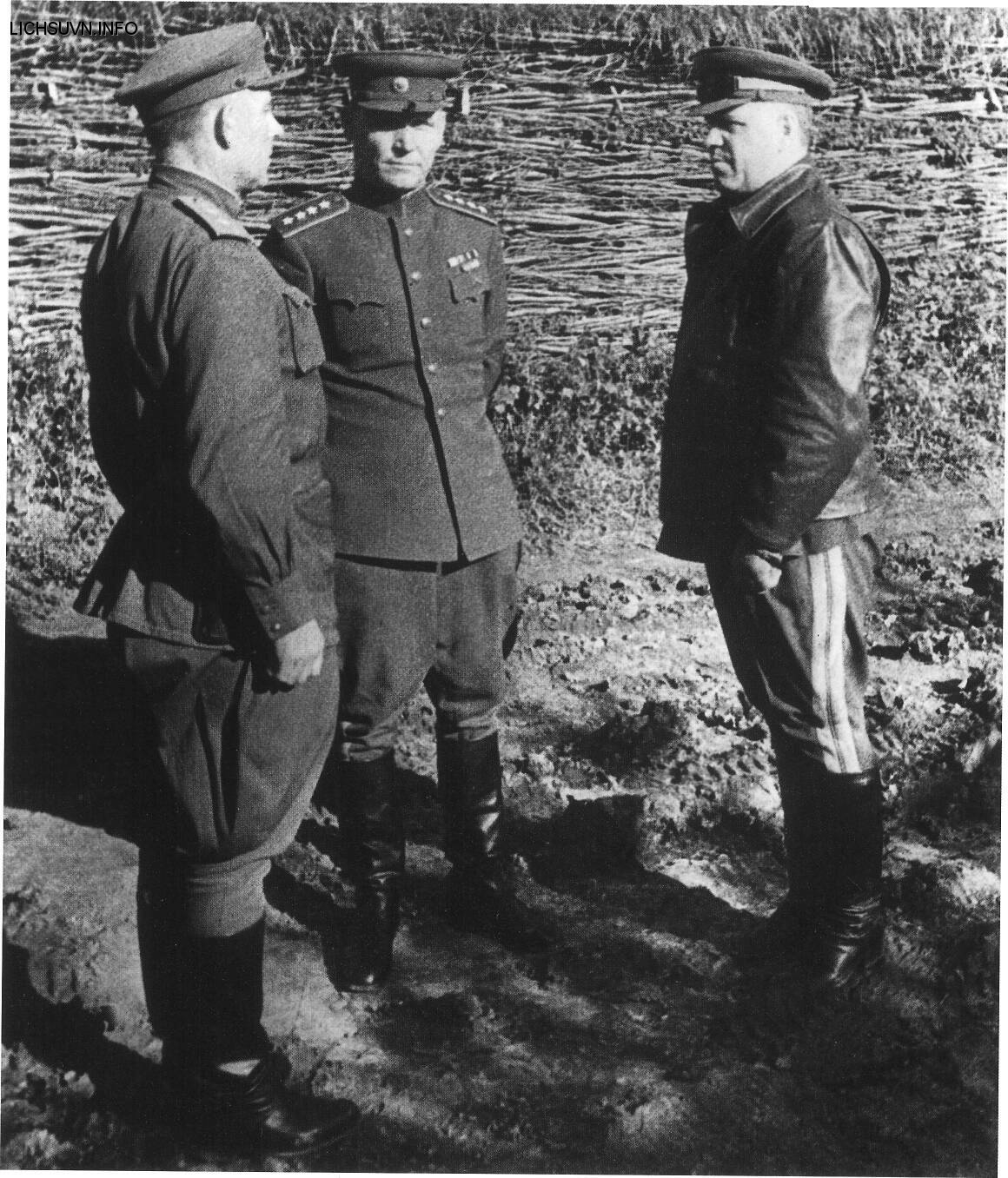
Kónev (centro) y Zhúkov (derecha) en 1943 en Kursk.

Stalin consultó con sus comandantes de primera línea y oficiales superiores del Estado Mayor del 12 al 15 de abril de 1943. Al final, él y el Stavka acordaron que los alemanes probablemente apuntarían a Kursk. Stalin creía que la decisión de defender le daría a los alemanes la iniciativa, pero Zhúkov respondió que los alemanes serían atrapados en una trampa donde su poder blindado sería destruido, creando así las condiciones para una gran contraofensiva soviética. Decidieron enfrentarse al ataque enemigo preparando posiciones defensivas para desgastar las agrupaciones alemanas antes de lanzar su propia ofensiva. La preparación de las defensas y fortificaciones comenzó a fines de abril y continuó hasta el ataque tudesco a principios de julio. El retraso de dos meses entre la decisión alemana de atacar el saliente de Kursk y su ejecución le dio al Ejército Rojo tiempo suficiente para prepararse a fondo.
El Frente Vorónezh, comandado por Nikolai Vatutin, tenía la tarea de defender la cara sur del saliente. El Frente Central, comandado por Konstantin Rokossovsky, defendió la cara norte. En espera en la reserva estaba el Frente de Estepa, comandado por Iván Kónev. En febrero de 1943, el Frente Central había sido reconstruido del Frente Don, que había sido parte de la tenaza norte de la operación Urano y había sido responsable de la destrucción del 6.º Ejército en Stalingrado.
Los frentes Central y Vorónezh construyeron cada uno tres cinturones defensivos principales en sus sectores, cada uno subdividido en varias zonas de fortificación. Los soviéticos emplearon el trabajo de más de 300 000 civiles. Fortificando cada cinturón había una red interconectada de campos de minas, cercas de alambre de púas, zanjas antitanques, atrincheramientos profundos para infantería, obstáculos antitanque, vehículos blindados y nidos de ametralladora fortificados. Detrás de los tres cinturones defensivos principales estaban tres cinturones más preparados como posiciones de respaldo; el primero no estaba completamente ocupado o fuertemente fortificado, y los dos últimos, aunque lo suficientemente fortificados, estaban desocupados con la excepción de un área pequeña en las inmediaciones de Kursk. La profundidad combinada de las tres zonas defensivas principales era de unos 40 kilómetros. Los seis cinturones defensivos a ambos lados de Kursk tenían 130-150 kilómetros de profundidad. Si los alemanes consiguieran romper estas defensas, todavía se verían enfrentados por cinturones defensivos adicionales al este, en manos del Frente de Estepa. Estos trajeron la profundidad total de las defensas a casi 300 kilómetros.
Los frentes Vorónezh y Central excavaron 4200 kilómetros y 5000 kilómetros de trincheras respectivamente, dispuestos en un patrón cruzado para facilitar el movimiento. Los soviéticos construyeron más de 686 puentes y aproximadamente 2000 kilómetros de carreteras en la bolsa. Los ingenieros de combate del Ejército Rojo instalaron 503 663 minas antitanque y 439 348 minas antipersona, con la mayor concentración en el primer cinturón defensivo principal. Los campos de minas en Kursk alcanzaron densidades de 1700 minas antipersonas y 1500 minas contracarro por kilómetro, aproximadamente cuatro veces la densidad utilizada en la defensa de Moscú. Por ejemplo, el 6.º Ejército de Guardias del Frente Vorónezh, se extendió por casi 64 kilómetros de frente y fue protegido por 69 688 minas antitanques y 64 430 antipersonas en su primer cinturón defensivo con 20 200 minas antitanques y 9097 antipersonas en su segundo cinturón defensivo. Además, los destacamientos móviles de obstáculos tenían la tarea de colocar más minas directamente en el camino del avance de las formaciones blindadas enemigas. Estas unidades, que consisten en dos pelotones de ingenieros de combate con minas a nivel de división y una compañía de ingenieros de combate normalmente equipadas con 500–700 minas a nivel de cuerpo, funcionaron como reservas contracarro en todos los niveles de mando.
En una carta fechada el 8 de abril, Zhúkov advirtió que los alemanes atacarían el saliente con una potente fuerza acorazada:

Podemos esperar que el enemigo confíe más en las operaciones ofensivas de este año en sus divisiones de tanques y fuerza aérea, ya que su infantería parece estar mucho menos preparada para las operaciones ofensivas que el año pasado... En vista de esta amenaza, debe reforzar las defensas contracarro de los frentes Central y Vorónezh, y ensamblar lo antes posible.

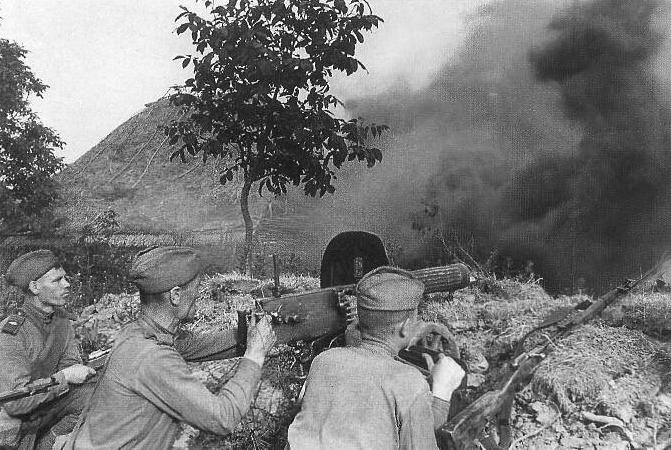
Soldados soviéticos en Kursk disparando una ametralladora Maxim M1910.

Casi toda la artillería, incluidos los obuses, las armas, los antiaéreos y los cohetes, se encargó de la defensa antitanque. Los tanques enterrados y los cañones autopropulsados fortalecieron aún más las defensas contracarro. Las fuerzas antitanque se incorporaron a todos los niveles de mando, principalmente como puntos fuertes contracarro, en los que la mayoría se concentró en las posibles rutas de ataque y el resto se extendió ampliamente en otros lugares. Cada punto fuerte antitanque consistía típicamente en cuatro a seis cañones contracarro, seis a nueve fusiles contracarro y cinco a siete ametralladoras pesadas y ligeras. Fueron apoyados por destacamentos móviles de obstáculos, así como por infantería con armas de fuego automáticas. Tanques independientes y brigadas y regimientos de cañones autopropulsados se encargaron de cooperar con la infantería durante los contraataques.
Los preparativos soviéticos también incluyeron una mayor actividad de los partisanos soviéticos, que atacaron las líneas de suministro y comunicaciones alemanas. Los ataques fueron en su mayoría detrás del Grupo de Ejércitos Norte y el Centro del Grupo de Ejércitos. En junio de 1943, los partisanos que operaban en el área ocupada detrás del Grupo de Ejércitos Centro destruyeron 298 locomotoras, 1222 vagones de ferrocarril y 44 puentes, y en el sector de Kursk se registraron 1092 ataques partisanos en los ferrocarriles. Estos ataques retrasaron la acumulación de suministros y equipos alemanes, y requirieron el desvío de las tropas alemanas para reprimir a los partisanos, retrasando su entrenamiento para la ofensiva. La sede central partisana coordinó muchos de estos ataques. En junio, las Fuerzas Aéreas Soviéticas (VVS) volaron más de 800 salidas nocturnas para reabastecer a los grupos partisanos que operan detrás del Grupo de Ejércitos Centro. El VVS también proporcionó comunicación y, a veces, incluso asistencia aérea diurna para las principales operaciones partisanas.
Se brindó capacitación especial a la infantería soviética que estaba a cargo de las defensas, para ayudarles a superar la fobia a los tanques que había sido evidente desde el inicio de la invasión alemana. Los soldados fueron apiñados en trincheras y los tanques fueron conducidos por encima de sus cabezas hasta que desaparecieron todas las señales de temor. Este ejercicio de entrenamiento fue coloquialmente llamado por los soldados como «planchado». En combate, los soldados surgirían en medio de la infantería atacante para separarlos de los vehículos acorazados que encabezaban el ataque. Los vehículos blindados separados, ahora vulnerables a la infantería armada con fusiles anticarro, cargas de demolición y cócteles Molotov, podrían ser dañados o destruidos a quemarropa. Estos tipos de ataques fueron en su mayoría efectivos contra los cazacarros Elefant, que carecían de ametralladoras como armamento secundario. A los soldados también se les prometieron recompensas financieras por cada tanque destruido, y el Comisariado de Defensa Popular proporcionó mil rublos para los carros destruidos.
Los soviéticos emplearon maskirovka («engaño militar») para enmascarar posiciones defensivas y disposiciones de tropa y para ocultar el movimiento de hombres y material. Esto incluía el camuflaje de emplazamientos de cañones, la construcción de aeródromos, cañones y depósitos falsos, la generación de transmisiones de radio falsas y la propagación de rumores entre las tropas soviéticas de primera línea y la población civil en las áreas controladas por los alemanes. El movimiento de fuerzas y suministros hacia y desde la bolsa se llevó a cabo solo por la noche. Los depósitos de municiones se ocultaron cuidadosamente para mezclarse con el paisaje. Se restringió la transmisión de radio y se prohibieron las fogatas. Se ocultaron los puestos de mando y se prohibió el transporte en y alrededor de ellos.
Según un informe del Estado Mayor soviético, 29 de las 35 incursiones principales de la Luftwaffe contra los aeródromos soviéticos en el sector de Kursk en junio de 1943 fueron contra aeródromos ficticios. Según el historiador Antony Beevor, en cambio, la aviación soviética aparentemente logró destruir más de 500 aviones de la Luftwaffe en tierra. Los esfuerzos de engaño soviéticos tuvieron tanto éxito que las estimaciones alemanas publicadas a mediados de junio colocaron la fuerza blindada soviética total en 1500 tanques y cañones de asalto. El resultado no solo fue una gran subestimación de la fuerza soviética, sino también una percepción errónea de las intenciones estratégicas soviéticas.
El carro principal del catálogo soviético era el carro mediano T-34, en el cual el Ejército Rojo intentó concentrar la producción. Además también contenían grandes cantidades del carro ligero T-70. Por ejemplo, el 5.º Ejército de Tanques de la Guardia contenía aproximadamente 270 T-70 y 500 T-34. En la bolsa misma, los soviéticos reunieron una gran cantidad de tanques obtenidos a través del programa Lend-Lease. Estos incluían M3 Lee fabricados en Estados Unidos, así como Churchill, Matilda II y Valentine construidos en el Reino Unido. Sin embargo, el T-34 constituía la mayor parte de los tanques soviéticos. Sin incluir las reservas más profundas organizadas bajo el Frente de Estepa, los soviéticos acumularon alrededor de 1,3 millones de hombres, 3600 carros de combate, 20 000 piezas de artillería y 2792 aviones para defender lo más destacado. Esto representó el 26 por ciento de la mano de obra total del Ejército Rojo, el 26 por ciento de sus morteros y artillería, el 35 por ciento de sus aviones y el 46 por ciento de sus carros.

### Batalla por la superioridad aérea
En 1943, la fuerza de la Luftwaffe en el frente oriental comenzó a debilitarse después de Stalingrado y el desvío de recursos al norte de África. Las fuerzas de la Luftwaffe en el este se agotaron aún más, ya que las unidades de combate fueron transferidas a Alemania para defenderse de la escalada de los bombardeos aliados. A fines de junio, solo el 38,7 % del total de aviones de la Luftwaffe permanecía en el este. En 1943, la Luftwaffe aún podía alcanzar la superioridad aérea local al concentrar sus fuerzas. La mayoría de los aviones alemanes que quedaron disponibles en el frente oriental estaban destinados a Ciudadela. El objetivo de la Luftwaffe se mantuvo sin cambios. La prioridad de las flotas aéreas alemanas era obtener superioridad aérea, luego aislar el campo de batalla de los refuerzos enemigos y, finalmente, una vez que se había alcanzado el punto crítico en la batalla terrestre, brindar apoyo aéreo cercano.

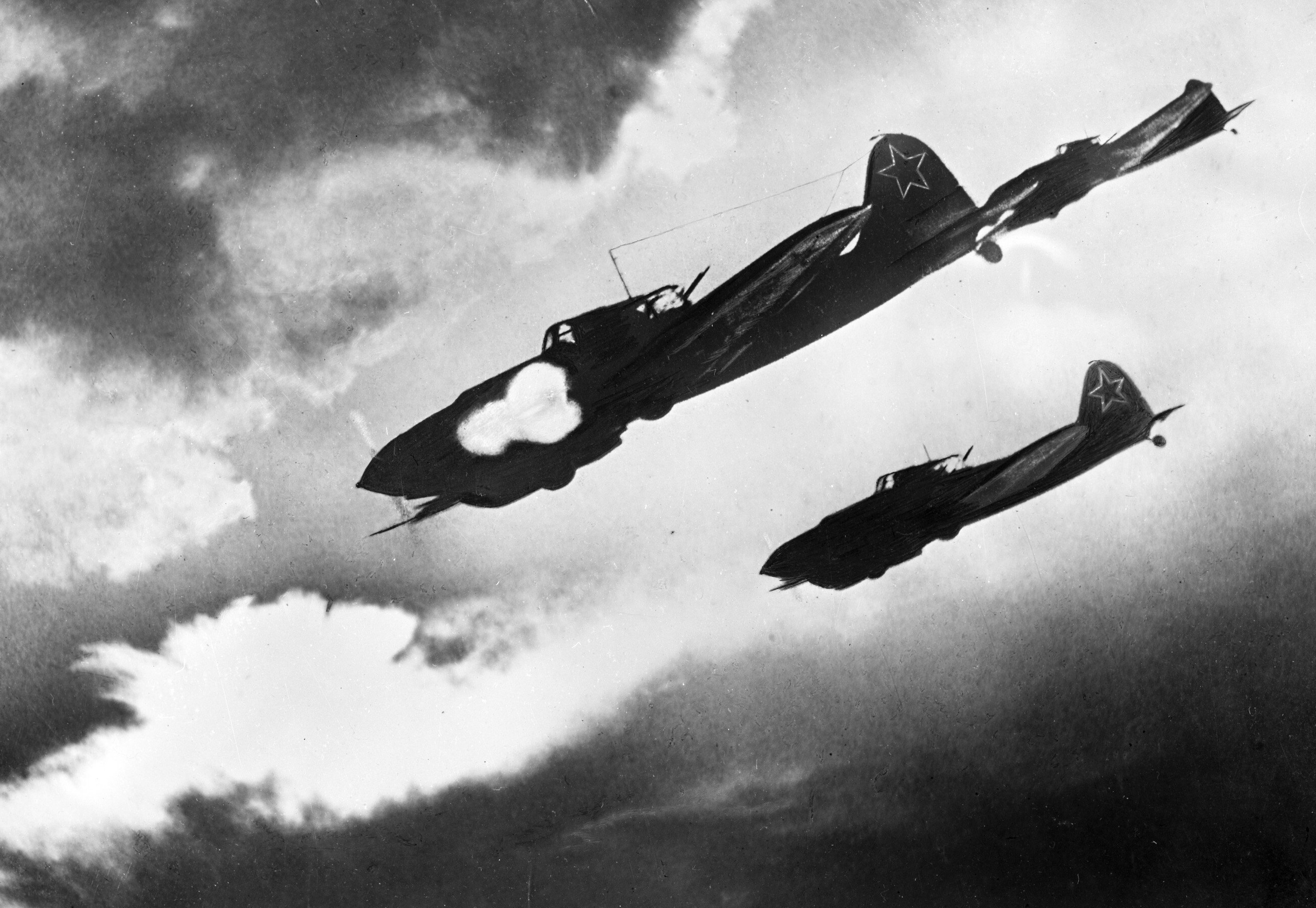
VVS Ilyushin Il-2 en un ataque aéreo sobre Kursk.

Las fuerzas cambiantes entre los dos oponentes llevaron a la Luftwaffe a realizar cambios operativos para la batalla. Las campañas ofensivas anteriores se habían iniciado con ataques de la Luftwaffe contra aeródromos opuestos para lograr la superioridad aérea. En este punto de la guerra, las reservas de equipos del Ejército Rojo eran extensas y los comandantes de la Luftwaffe se dieron cuenta de que los aviones podían reemplazarse fácilmente, haciendo que tales ataques fueran inútiles. Por lo tanto, esta misión fue abandonada. Además, las campañas anteriores habían hecho uso de bombarderos medios que volaban muy detrás de la línea del frente para bloquear la llegada de refuerzos. Esta misión, sin embargo, rara vez se intentó durante la operación Ciudadela.
El mando de la Luftwaffe entendió que su apoyo sería crucial para el éxito de la operación Ciudadela, pero los problemas con la escasez de suministros dificultaron sus preparativos. La actividad partisana, particularmente detrás del Grupo de Ejércitos Centro, redujo la tasa de reabastecimiento y redujo la capacidad de la Luftwaffe para acumular reservas esenciales de gasolina, diésel, lubricantes, motores, piezas de repuesto, municiones y, a diferencia de las unidades del Ejército Rojo, no tenía reservas de aviones que podría utilizar para reemplazar a las aeronaves dañadas en el transcurso de la operación. El combustible fue el factor limitante más significativo. Para ayudar a acumular suministros para el apoyo de Ciudadela, la Luftwaffe redujo considerablemente sus operaciones durante la última semana de junio. A pesar de esta conservación de recursos, la Luftwaffe no tuvo los recursos para sostener un esfuerzo aéreo intensivo por más de unos pocos días después de que comenzó la operación.
Para Ciudadela, la Luftwaffe limitó sus operaciones al apoyo directo de las fuerzas en tierra. En esta misión, la Luftwaffe continuó haciendo uso de los Junkers Ju 87, los célebres "Stuka". Un nuevo desarrollo de este avión fue el cañón "Bordkanone" de calibre 37 mm, uno de los cuales podría colgarse debajo de cada ala del Stuka dentro de un contenedor de armamento. La mitad de los grupos Stuka asignados para apoyar a Ciudadela estaban equipados con estos aviones Kanonenvogel (literalmente «cañón-pájaro»). Los grupos aéreos también se vieron fortalecidos por la reciente llegada del Henschel Hs 129, con su cañón MK 103 de 30 mm y la versión de ataque a tierra (jabo) del subtipo F del Focke-Wulf Fw 190.
En los meses previos a la batalla, Luftflotte 6 apoyando al Grupo de Ejércitos Centro notó un marcado aumento en la fuerza de las formaciones de la Fuerza Aérea soviética. Las formaciones aéreas soviéticas encontradas mostraron mejor entrenamiento, y estaban volando aeronaves mejoradas con mayor agresividad y habilidad que la Luftwaffe que había visto anteriormente. La introducción de los cazas Yakovlev Yak-9 y Lavochkin La-5 ofreció a los pilotos soviéticos estar casi a la par con la Luftwaffe en términos de equipamiento. Además, un gran número de aviones de ataque a tierra, como el Ilyushin Il-2 "Shturmovik" y el Pe-2, también estaban disponibles. La Fuerza Aérea Soviética también envió grandes cantidades de aviones suministrados a través del programa de Préstamo y Arriendo. Las enormes reservas de suministros y las amplias reservas de aviones de reemplazo significaron que las formaciones del Ejército Rojo y la Fuerza Aérea soviética podrían realizar una campaña extendida sin disminuir la intensidad de su esfuerzo.

## Comparativa de fuerzas

### Wehrmacht
Para la operación, los alemanes utilizaron cuatro ejércitos junto con una gran parte de la fuerza blindada total del frente oriental. El primero de julio, el 9.º Ejército del Grupo de Ejércitos Centro, en el lado norte del saliente, contaba con 335 000 hombres (223 000 soldados de combate); en el sur, el 4.° Ejército Panzer y el Destacamento del Ejército "Kempf", del Grupo de Ejércitos del Sur, tenía 223 907 hombres (149 271 soldados de combate) y 100 000–108 000 hombres (66 000 soldados de combate) respectivamente. El 2.º Ejército, que ocupaba el lado occidental del saliente, tenía una fuerza estimada de 110 000 hombres. En total, las fuerzas alemanas disponían de un contingente total de 777 000 hombres, de los que 438 271 eran fuerza de combate. Además contaban con 180 000 hombres en reserva El Grupo de Ejércitos del Sur estaba equipado con más vehículos blindados, infantería y artillería que el 9.º Ejército: Mientras el 4.° Ejército Panzer y el Destacamento del Ejército "Kempf" contaban con 1377 carros de combate y armas de asalto, el 9.° Ejército poseía 988 carros de combate y cañones de asalto.
La industria alemana produjo 2816 carros y cañones autopropulsados entre abril y junio, de los cuales 156 eran Panzer VI Tiger y 484 Panzer V Panther. En Kursk se utilizaron un total de 259 carros Panther, unos 211 Tiger y 90 Ferdinand.
La llegada de dos nuevos batallones Panzer (el 51 y el 52, con 200 Panther), llegados el 30 de junio y el 1 de julio, provocaron el retraso de la ofensiva; se unieron a la División Großdeutschland en el XLVIII Cuerpo de Ejército del Grupo Panzer del Sur. Ambas unidades tuvieron poco tiempo para realizar el reconocimiento y orientarse en el terreno en el que se encontraban, lo que fue una violación de los métodos de la Panzerwaffe, considerados esenciales para el uso adecuado de los tanques. Aunque dirigidos por experimentados comandantes Panzer, muchas de las tripulaciones de tanques eran nuevos reclutas y tenían poco tiempo para familiarizarse con sus nuevos carros, y mucho menos entrenar juntos para funcionar como una unidad. Los dos batallones llegaron directamente desde el campo de entrenamiento y carecían de experiencia en combate. Además, el requisito de mantener el silencio de la radio hasta el inicio del ataque significaba que ambas unidades tenían poco entrenamiento en los procedimientos de radio a nivel de batallón. Además, los nuevos Panzer seguían experimentando problemas con sus transmisiones y demostraron ser mecánicamente poco fiables. Para la mañana del 5 de julio, las unidades habían perdido 16 Panzer debido a averías mecánicas, dejando solo 184 disponibles para el lanzamiento de la ofensiva.
En julio y agosto de 1943 se registraron los gastos de municiones alemanes más elevados en el frente oriental hasta ese momento, con 236 915 toneladas consumidas en julio y 254 648 en agosto. El pico anterior había sido de 160 645 toneladas en septiembre de 1942.

### Ejército Rojo
El Ejército Rojo usó dos frentes (Grupo de Ejércitos) para la defensa de Kursk, y creó un tercer frente detrás del área de batalla que se mantuvo como reserva. Los Frentes Central y Vorónezh desplegaron doce ejércitos, con 711 575 hombres (510 983 soldados de combate) y 625 591 hombres (446 236 soldados de combate) respectivamente. En la reserva, el Frente de la Estepa tenía 573 195 hombres adicionales (449 133). Por lo tanto, el tamaño total de la fuerza soviética fue de 1 910 361 hombres, con 1 426 352 soldados de combate reales.
La fuerza acorazada soviética incluía 4869 tanques (incluyendo 205 carros pesados KV-1 pesados) y 259 cañones autopropulsados (incluyendo 25 SU-152, 56 SU-122 y 67 SU-76). En general, un tercio de los tanques soviéticos en Kursk eran carros ligeros, pero en algunas unidades esta proporción fue considerablemente mayor. De los 3600 tanques en los frentes Central y Vorónezh en julio de 1943, 1061 eran carros ligeros como el T-60 y el T-70. Con un blindaje muy delgado y un cañón de pequeño calibre, no podían atacar con efectividad el blindaje frontal de los carros medianos y pesados alemanes.
El tanque soviético más capaz en Kursk fue el T-34. La versión original estaba armada con un cañón de 76,2 mm, arma con la que luchó contra los Panzer IV, pero el blindaje frontal de los Tiger y Panther era esencialmente impenetrable para esta arma. Solo los cañones autopropulsados SU-122 y SU-152 tenían capacidad para destruir al Tiger a corta distancia, pero el cañón de 88 mm. del Tiger I era más efectivo a larga distancia y habían muy pocos SU-122 y SU-152 en Kursk.

### Comparación de fuerzas

#### Operación Ciudadela
| Operación Ciudadela | Hombres    | Hombres    | Hombres  | Tanques    | Tanques    | Tanques  | Artillería | Artillería | Artillería |
| Operación Ciudadela | Soviéticos | Proporción | Alemanes | Soviéticos | Proporción | Alemanes | Soviéticos | Proporción | Alemanes   |
| ------------------- | ---------- | ---------- | -------- | ---------- | ---------- | -------- | ---------- | ---------- | ---------- |
| Frieser             | 1 426 352  | 2.8:1      | 518 271  | 4938       | 2:1        | 2465     | 31 415     | 4:1        | 7417       |
| Glantz              | 1 910 361  | 2.5:1      | 780 900  | 5128       | 1.7:1      | 2928     |            |            |            |
| 1. 2. 3.            |            |            |          |            |            |          |            |            |            |

#### Fase ofensiva del Ejército Rojo
| Fase ofensiva del Ejército Rojo | Hombres    | Hombres    | Hombres  | Tanques    |            |          | Artillería | Artillería | Artillería |
| Fase ofensiva del Ejército Rojo | Soviéticos | Proporción | Alemanes | Soviéticos | Proporción | Alemanes | Soviéticos | Proporción | Alemanes   |
| ------------------------------- | ---------- | ---------- | -------- | ---------- | ---------- | -------- | ---------- | ---------- | ---------- |
| Frieser                         | 1 987 463  | 3.2:1      | 625 271  | 8200       | 3:1        | 2699     | 47 416     | 5:1        | 9467       |
| Glantz                          | 2 500 000  | 2.7:1      | 940 900  | 7360       | 2.3:1      | 3253     |            |            |            |
| 1. 2. 3. 4.                     |            |            |          |            |            |          |            |            |            |

### Acciones preliminares
Los combates comenzaron en la cara sur del saliente en la tarde del 4 de julio de 1943, cuando la infantería alemana lanzó ataques para apoderarse de posiciones elevadas para puestos de observación de artillería antes del asalto principal. Durante estos ataques, se capturaron varios puestos de mando y observación del Ejército Rojo a lo largo del primer cinturón de defensa principal. A las 16:00, elementos de la División Panzergrenadier "Großdeutschland", 3.ª y 11.ª División Panzer habían tomado la aldea de Butovo y procedieron a capturar Gertsovka antes de la medianoche. Alrededor de las 22:30, Vatutin ordenó 600 cañones, morteros y lanzacohetes Katiusha, del Frente Vorónezh, para bombardear las posiciones alemanas delanteras, en particular las del II Cuerpo Panzer de las SS.
Hacia el norte, en la sede del Frente Central, llegaron los informes de la ofensiva alemana anticipada. Alrededor de las 02:00 del 5 de julio, Zhúkov ordenó que comenzara el bombardeo preventivo de artillería. La esperanza era desorganizar las fuerzas alemanas que se concentraban para el ataque, pero el resultado fue menos de lo esperado. El bombardeo retrasó las formaciones alemanas, pero fracasó en el objetivo de interrumpir su calendario o infligir pérdidas sustanciales. Los alemanes comenzaron su propio bombardeo de artillería alrededor de las 05:00, que duró 80 minutos en la cara norte y 50 minutos en la cara sur. Después de la barrera, las fuerzas terrestres atacaron, ayudadas por el apoyo aéreo cercano proporcionado por la Luftwaffe.
En la madrugada del 5 de julio, el VVS lanzó una gran incursión contra los aeródromos alemanes, con la esperanza de destruir la Luftwaffe en tierra. Este esfuerzo fracasó, y las unidades aéreas del Ejército Rojo sufrieron pérdidas considerables. El 5 de julio, el VVS perdió 176 aviones, en comparación con los 26 aviones perdidos por la Luftwaffe. Las pérdidas del 16.º Ejército Aéreo VVS que opera en la cara norte fueron más leves que las sufridas por el 2.º Ejército Aéreo. La Luftwaffe fue capaz de ganar y mantener la superioridad aérea sobre la cara sur hasta el 10–11 de julio, cuando la VVS comenzó a obtener ascendencia, pero el control de los cielos sobre la cara norte fue disputado de manera uniforme hasta que el 7 de julio la VVS comenzó a ganar la superioridad aérea, que mantuvo durante el resto de la operación.

## Operación a lo largo de la cara norte
El ataque principal de Model fue lanzado por XLVII Panzer Corps, apoyado por 45 Tiger del 505.º Batallón de Tanques Pesados adjunto. Cubriendo su flanco izquierdo estaba el XLI Panzer Corps, con un regimiento adjunto de 83 cazacarros Ferdinand. En el flanco derecho, el XLVI Panzer Corps consistía en este momento de cuatro divisiones de infantería con solo nueve carros de combate y 31 cañones de asalto. A la izquierda del XLI Cuerpo Panzer estaba el XXIII Cuerpo de Ejército, que consistía en la 78.ª División de Infantería de Asalto reforzada y dos divisiones regulares de infantería. Si bien el cuerpo no contenía tanques, tenía 62 cañones de asalto. En oposición al 9.º Ejército estaba el Frente Central, desplegado en tres cinturones defensivos fuertemente fortificados.

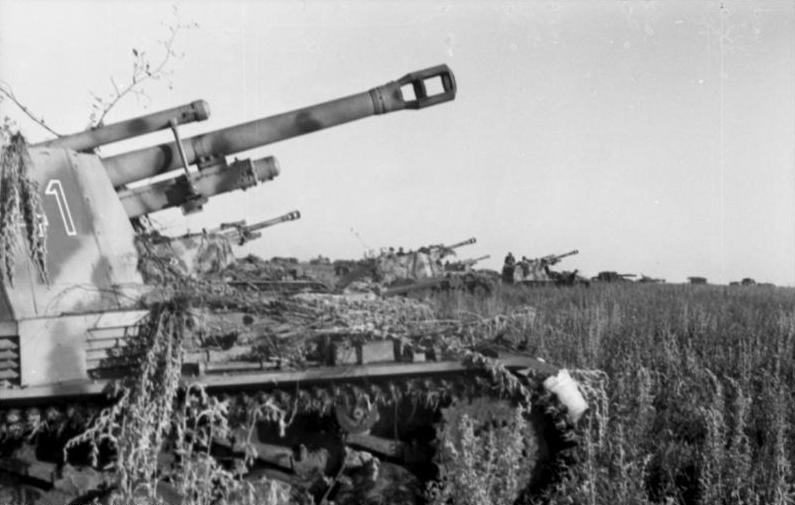
Formación de obuses autorpropulsados alemanes Wespe, preparados para abrir fuego.

### Avance inicial alemán
Model optó por realizar sus ataques iniciales usando divisiones de infantería reforzadas con cañones de asalto y carros pesados, y con el apoyo de la artillería y la Luftwaffe. Al hacerlo, trató de mantener la fuerza blindada de sus divisiones Panzer para ser utilizadas para la explotación una vez que las defensas del Ejército Rojo fuesen quebradas. Una vez que se había logrado un gran avance, las fuerzas Panzer avanzaban hacia Kursk. Jan Möschen, un importante miembro del personal de Model, comentó más tarde que Model esperaba un gran avance el segundo día. Si se produjera un gran avance, el más breve retraso en traer las divisiones Panzer daría tiempo al Ejército Rojo para reaccionar. Sus comandantes de cuerpo pensaron que era un avance extremadamente improbable.
Tras un bombardeo preliminar y contraataques del Ejército Rojo, el 9.º Ejército inició su ataque a las 05:30 el 5 de julio. Nueve divisiones de infantería y una división Panzer, con cañones de asalto adjuntos, carros pesados y cazacarros, avanzaron. Dos compañías de carros Tiger I se adjuntaron a la 6.ª División de Infantería y fueron la mayor agrupación de Tiger I empleados ese día. Frente a ellos se encontraban los 13 y 70 Ejércitos del Frente Central.
Las 20 divisiones Panzer y 6.ª de infantería del XLVII Panzer Corps encabezaron el avance del XLVII Panzer Corps. Detrás de ellos siguieron las dos divisiones panzer restantes, listas para explotar cualquier avance. El terreno fuertemente minado y las posiciones fortificadas de la 15.ª División de Fusiles retrasaron el avance. A las 08:00 horas, las sendas seguras habían sido despejadas a través del campo minado. Esa mañana, la información obtenida del interrogatorio de prisioneros identificó una debilidad en el límite de las 15.º y 81.º divisiones de fusileros por el bombardeo preliminar alemán. Los Tiger I fueron redesplegados y atacaron hacia esa área. Las formaciones del Ejército Rojo contrarrestaron con una fuerza de alrededor de 90 T-34. En la batalla resultante de tres horas, las unidades blindadas del Ejército Rojo perdieron 42 tanques mientras que los alemanes perdieron dos Tiger I y otros cinco más inmovilizados por daños en las orugas. Mientras que el contraataque del Ejército Rojo fue derrotado y se rompió el primer cinturón defensivo, los combates demoraron a los alemanes el tiempo suficiente para que el resto del 29.º Cuerpo de Fusiles del 13.º Ejército (inicialmente desplegado detrás del primer cinturón) avanzara y sellara la brecha. Los campos de minas del Ejército Rojo estaban cubiertos por el fuego de artillería, lo que hacía que los esfuerzos para abrir caminos a través de los campos fueran difíciles y costosos. Los vehículos de demolición teledirigidos Goliath y Borgward IV tuvieron un éxito limitado barriendo minas. De los 45 Ferdinand del Batallón Pesado Panzerjäger 653 enviados a la batalla, todos menos doce de ellos fueron inmovilizados por daños de mina antes de las 17:00. La mayoría de estos fueron reparados y devueltos al servicio, pero la recuperación de estos vehículos tan grandes fue difícil.
En el primer día, el XLVII Cuerpo Panzer penetró 9,7 km en las defensas del Ejército Rojo antes de detenerse, y el XLI Cuerpo Panzer llegó a la pequeña ciudad fuertemente fortificada de Ponyri, en el segundo cinturón defensivo, que controlaba las carreteras y los ferrocarriles que llevan al sur a Kursk. En el primer día, los alemanes penetraron de 8 a 9,7 km en las líneas del Ejército Rojo por la pérdida de 1287 hombres muertos y desaparecidos y otros 5921 heridos.

### Contraataque soviético
Rokossovski ordenó a la 17.ª Guardia y al 18.º Cuerpo de Fusileros de la Guardia con el 2.º Ejército de Tanques y el 19.º Cuerpo de Tanques, respaldados por apoyo aéreo cercano, para contraatacar al 9.º Ejército alemán al día siguiente, el 6 de julio. Sin embargo, debido a la mala coordinación, solo el 16.º Cuerpo de Tanques del 2.º Ejército de Tanques comenzó el contraataque en la madrugada del 6 de julio después de la barrera de artillería preparatoria. El 16.º Cuerpo de Tanques, desplegando unos 200 tanques, atacó al XLVII Cuerpo Panzer y se topó con los tanques Tiger I del 505.º Batallón de Tanques Pesados, que eliminó 69 tanques y obligó al resto a retirarse al 17.º Cuerpo de Fusileros de la Guardia del 13.º Ejército. Más tarde esa mañana, el XLVII Cuerpo Panzer respondió con su propio ataque contra el 17.º Cuerpo de Fusiles de la Guardia atrincherado alrededor de la aldea Oljovatka en el segundo cinturón defensivo. El ataque comenzó con un bombardeo de artillería y fue encabezado por los 24 Tiger I del Batallón de Tanques Pesados número 505, pero no logró quebrar la defensa del Ejército Rojo en Oljovatka, y los alemanes sufrieron muchas bajas. Oljovatka estaba en un terreno elevado que ofrecía una vista clara de gran parte de la línea del frente. A las 18:30, el 19.º Cuerpo de Tanques se unió al 17.º Cuerpo de Fusileros de la Guardia reforzando aún más la resistencia. Rokossovski también decidió enterrar la mayoría de los tanques restantes para minimizar su exposición. Ponyri, defendido por la 307.ª División de Fusileros del 29.º Cuerpo de Fusileros, también fue atacado de manera concertada el 6 de julio por las divisiones alemanas 292.ª y 86.ª, la 78.º de infantería de asalto y la 9.ª División Panzer, pero los alemanes no pudieron expulsar a los defensores del pueblo fuertemente fortificado.

### Ponyri y Oljovatka
Durante los tres días siguientes, del 7 al 10 de julio, Model concentró el esfuerzo del Noveno Ejército en Ponyri y Oljovatka, que ambos bandos consideraron como posiciones vitales. En respuesta, Rokossovsky extrajo fuerzas de otras partes del frente hacia estos sectores. Los alemanes atacaron a Ponyri el 7 de julio y capturaron la mitad de la ciudad después de intensos combates casa por casa. Un contraataque soviético a la mañana siguiente obligó a los alemanes a retirarse, y se produjo una serie de contraataques por ambos lados con el control de la ciudad que se intercambiaron varias veces en los próximos días. Para el 10 de julio, los alemanes habían asegurado la mayor parte de la ciudad, pero los contraataques soviéticos continuaron. Las batallas de ida y vuelta para Ponyri y la cercana Colina 253,5 fueron batallas de desgaste, con grandes bajas en ambos lados. Las tropas lo llamaron «mini-Stalingrado». El diario de guerra del 9.º Ejército describió la lucha pesada como un «nuevo tipo de batalla de desgaste móvil». Los ataques tudescos contra Oljovatka y la aldea cercana de Teploe no pudieron penetrar las defensas soviéticas; incluyendo un poderoso ataque concertado el 10 de julio por aproximadamente 300 tanques alemanes y cañones de asalto de las Divisiones Panzer 2.ª, 4.ª y 20.ª, apoyadas por todas las aeronaves de la Luftwaffe disponibles en la cara norte.
El 9 de julio se celebró una reunión entre Kluge, Model, Joachim Lemelsen y Josef Harpe en la sede del XLVII Cuerpo Panzer. A los comandantes alemanes les quedó claro que el 9.º Ejército carecía de fuerzas para lograr un gran avance, y sus homólogos soviéticos también se habían dado cuenta de esto, pero Kluge deseaba mantener la presión sobre los soviéticos para ayudar a la ofensiva del sur.
Mientras que la operación en el lado septentrional del saliente comenzó con un frente de ataque de 45 kilómetros de ancho, para el 6 de julio se había reducido a 40 kilómetros de ancho. Al día siguiente, la fachada de ataque se redujo a 15 kilómetros de ancho y en las penetraciones del 8 y el 9 de julio de tan solo 2 kilómetros de ancho ocurrió. Para el 10 de julio, los soviéticos habían detenido completamente el avance alemán.
El 12 de julio, los soviéticos lanzaron la operación Kutuzov, su contraofensiva contra el saliente de Oriol, que amenazaba el flanco y la retaguardia del Noveno Ejército de Model. La 12.ª División Panzer, hasta ahora mantenida en reserva y programada para comprometerse con el lado norte del saliente de Kursk, junto con la 36.ª Infantería Motorizada, la 18.ª División Panzer y la 20.ª División Panzer se redistribuyeron para enfrentar a las puntas de lanza soviéticas.

## Operación a lo largo de la cara sur
Alrededor de las 4:00 del 5 de julio, el ataque alemán comenzó con un bombardeo preliminar. El ataque principal de Manstein fue lanzado por el 4.º Ejército Panzer de Hoth, que se organizó en puntas de lanza densamente concentradas. En oposición al 4.º Ejército Panzer estaba el 6.º Ejército de la Guardia Soviética, que estaba compuesto por el 22.º Cuerpo de Fusiles de la Guardia y el 23.º Cuerpo de Fusiles de la Guardia. Los soviéticos habían construido tres cinturones defensivos fuertemente fortificados para frenar y debilitar las fuerzas blindadas de ataque. A pesar de que se les había proporcionado una inteligencia excelente, el cuartel general del Frente Vorónezh todavía no había sido capaz de identificar el lugar exacto donde los alemanes colocarían su peso ofensivo.

Batalla de Kursk. Mapa táctico

### Avance inicial alemán

#### XLVIII Panzer Corps
La división de panzergrenadier Großdeutschland, comandada por Walter Hörnlein, fue la división individual más fuerte en el 4.º Ejército Panzer. Fue apoyado en sus flancos por la 3.ª y 11.ª División Panzer. Los Panzer III y Panzer IV de la Großdeutschland habían sido complementados por una compañía de 15 Tiger I, que se utilizaron para encabezar el ataque. Al amanecer del 5 de julio, la Großdeutschland, respaldada por el apoyo de artillería pesada, avanzó en un frente de tres kilómetros sobre la 67.ª División de Fusileros de Guardias del 22.º Cuerpo de Fusileros de la Guardia. El Regimiento Panzerfüsilier, avanzando en el ala izquierda, se estancó en un campo minado y, posteriormente, se inmovilizaron 36 Panzer. El regimiento varado fue sometido a un bombardeo de artillería y fuego antitanque soviéticos, que infligió numerosas bajas. Los ingenieros se movieron y despejaron caminos a través del campo minado, pero sufrieron bajas en el proceso. La combinación de resistencia feroz, campos de minas, lodo espeso y averías mecánicas tuvo su efecto. Con los caminos despejados, el regimiento reanudó su avance hacia Gertsovka. En la batalla que siguió, se sufrieron numerosas bajas, incluido el comandante del regimiento, el coronel Kassnitz. Debido a los combates y al terreno pantanoso al sur de la aldea, que rodea el arroyo Berezovyy, el regimiento una vez más se empantanó.
El regimiento panzergrenadier de la Großdeutschland, avanzando en el ala derecha, empujó a través de la aldea de Bútovo. Los tanques se desplegaron en una formación de flechas para minimizar los efectos de la defensa soviética Pakfront, con los Tiger I al frente y los Panzer III, IV y los cañones de asalto desplegándose en los flancos y en la parte trasera. Fueron seguidos por la infantería y los ingenieros de combate. Los intentos de la VVS para impedir el avance fueron rechazados por la Luftwaffe.
La Tercera División Panzer, avanzando en el flanco izquierdo de la Großdeutschland, hizo un buen progreso y al final del día había capturado a Gertsovka y había alcanzado a Mijailovka. La 167.ª División de Infantería, en el flanco derecho de la 11.ª División Panzer, también logró un progreso suficiente, llegando a Tirechnoe al final del día. Para fines del 5 de julio, se había creado una cuña en el primer cinturón de las defensas soviéticas.

#### II SS Panzer Corps
Hacia el este, durante la noche del 4 al 5 de julio, los ingenieros de combate de las SS se habían infiltrado en tierra de nadie y despejaron los sendas a través de los campos de minas soviéticos. Al amanecer, el 5 de julio, las tres divisiones del II Cuerpo Panzer de las SS —1.ª División Leibstandarte SS Adolf Hitler, la 2.ª División de Panzergrenadier de las SS Das Reich y la 3.ª División SS Totenkopf— atacó la 52 División de Fusiles de Guardias del 6.º Ejército de la Guardia. El asalto principal fue encabezado por una punta de lanza de 42 Tiger I, pero en total 494 carros de combate y cañones de asalto atacaron en un frente de doce kilómetros. Totenkopf, la más fuerte de las tres divisiones, avanzó hacia Gremuchhi y seleccionó el flanco derecho. La 1.ª División Panzergrenadier de las SS avanzó por el flanco izquierdo hacia Bykovka. La 2.ª División Panzer SS avanzó entre las dos formaciones en el centro. Siguiendo de cerca a los tanques estaban los ingenieros de infantería y combate, avanzando para derribar obstáculos y despejar trincheras. Además, el avance fue bien apoyado por la Luftwaffe, que ayudó enormemente a romper los puntos fuertes soviéticos y las posiciones de artillería.
A las 09:00 horas, el II Cuerpo Panzer de las SS había atravesado el primer cinturón de defensa soviético en todo su frente. Mientras investigaba las posiciones entre el primer y el segundo cinturón defensivo soviético, a las 13:00, la vanguardia de la 2.ª División Panzer de las SS fue atacada por dos tanques T-34, que fueron destruidos. Cuarenta nuevos carros soviéticos pronto se enfrentaron a la división. El1.er Ejército de Tanques de la Guardia se enfrentó con la 2.ª División Panzer de las SS en una batalla de cuatro horas, lo que provocó la retirada de los tanques soviéticos. Sin embargo, la batalla había ganado tiempo suficiente para que las unidades del 23.º Cuerpo de Fusiles de la Guardia Soviética, alojadas en el segundo cinturón soviético, se prepararan y reforzaran con cañones contracarro adicionales. A primera hora de la tarde, la 2.ª División Panzer de las SS había llegado a los campos de minas que marcaban el perímetro exterior del segundo cinturón de defensa soviético. La 1.ª División SS había asegurado a Bykovka a las 16:10. Luego avanzó hacia el segundo cinturón de defensa en Yakovlevo, pero sus intentos de abrirse paso fueron rechazados. Al final del día, la 1.ª División SS había sufrido 97 muertos, 522 heridos y 17 desaparecidos y perdió unos 30 tanques. Junto con la 2.ª División Panzer de las SS, había forzado una cuña en las defensas del 6.º Ejército de la Guardia.
La 3.ª División Panzer de las SS avanzaba lentamente. Lograron aislar al 155.º Regimiento de Guardias, de la 52 División de Fusiles de Guardias (del 23.º Cuerpo de Fusiles de Guardias), del resto de su división principal, pero intentaron barrer el regimiento hacia el este hacia el flanco de la 375 División de Fusiles vecina (del 23 Cuerpo de Fusiles de Guardias) había fallado cuando el regimiento fue reforzado por la 96.ª Brigada de Tanques. Hausser, el comandante del II Cuerpo Panzer de las SS, solicitó ayuda del III Cuerpo Panzer a su derecha, pero el cuerpo Panzer no tenía unidades de sobra. Al final del día, la 3.ª División SS había hecho un progreso muy limitado debido en parte a un afluente del río Donets. La falta de progreso socavó el avance hecho por sus divisiones hermanas y expuso el flanco derecho del cuerpo a las fuerzas soviéticas. Las temperaturas, que alcanzaron más de 30 grados centígrados y las frecuentes tormentas eléctricas dificultaron las condiciones de combate.
El 6.º Ejército de la Guardia, que enfrentó el ataque del XLVIII Panzer Korps y el II SS Panzer Korps, se reforzó con tanques del 1.º Ejército de Tanques, el 2.º Cuerpo de Tanques de la Guardia y el 5.º Cuerpo de Tanques de la Guardia. Las divisiones 51 y 90 del Rifle de la Guardia se trasladaron hasta las cercanías de Pokrovka (no Prójorovka, 40 kilómetros al noreste), en el camino de la 1.ª División Panzer de las SS. La 93 División de Fusileros de la Guardia se desplegó más atrás, a lo largo de la carretera que lleva de Pokrovka a Prójorovka.

### Destacamento del ejército Kempf
Frente al Destacamento del Ejército Kempf, formado por el III Cuerpo Panzer y el Cuerpo Raus (comandado por Erhard Raus), fue el 7.º Ejército de Guardias, atrincherado en los terrenos altos de la orilla oriental del norte del Donets. Los dos cuerpos alemanes tenían la tarea de cruzar el río, atravesar el 7.º Ejército de Guardias y cubrir el flanco derecho del 4.º Ejército Panzer. El 503.º Batallón de Tanques Pesados, equipado con 45 Tiger I, también se adjuntó al III Cuerpo Panzer, con una compañía de 15 Tiger adjunta a cada una de las tres divisiones Panzer del cuerpo.

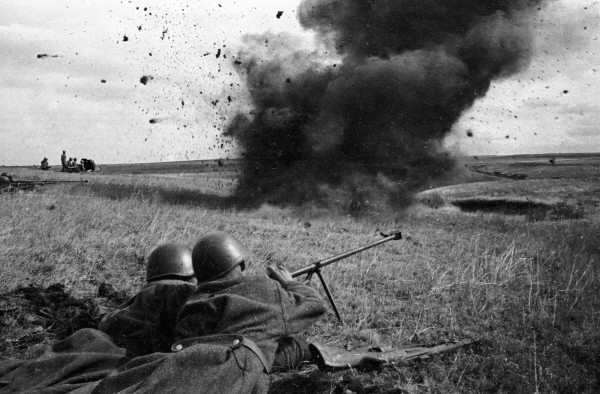
Un equipo de fusil contracarro PTRD soviético durante la batalla.

En la cabeza de puente de Mijailovka, al sur de Bélgorod, ocho batallones de infantería de la 6.ª División Panzer cruzaron el río bajo un intenso bombardeo soviético. Parte de una compañía de Tiger I del 503 Batallón de Tanques Pesados pudo cruzar antes de que el puente fuera destruido. El resto de la 6.ª División Panzer no pudo cruzar más al sur debido a un atasco en el cruce, y permaneció en la orilla occidental del río durante todo el día. Esas unidades de la división que habían cruzado el río atacaron a Stary Gorod, pero no pudieron abrirse paso debido a campos de minas mal despejados y resistencia fuerte.
Al sur de la 6.ª División Panzer, la 19.ª División Panzer cruzó el río, pero fue retrasada por las minas, avanzando 8 kilómetros al final del día. La Luftwaffe bombardeó la cabeza de puente en un incidente de fuego amigo, hiriendo al comandante de la 6.ª División Panzer, Walther von Hünersdorff y Hermann von Oppeln-Bronikowski de la 19.ª División Panzer. Más al sur, la infantería y los tanques de la 7.ª División Panzer cruzaron el río. Un nuevo puente tuvo que ser construido específicamente para los Tiger I, causando más retrasos. A pesar de un mal comienzo, la 7.ª División Panzer finalmente irrumpió en el primer cinturón de la defensa soviética y avanzó entre Razumnoe y Krutoi Log, avanzando 10 kilómetros, el Kempf más alejado durante el día.
Operando al sur de la 7.ª División Panzer, estaban la 106.ª División de Infantería y la 320.ª División de Infantería de Corps Raus. Las dos formaciones atacaron en un frente de 32 kilómetros sin armadura. El avance comenzó bien, con el cruce del río y un rápido avance contra la 72.ª División de Fusileros de la Guardia. Corps Raus tomó la aldea de Maslovo Pristani, penetrando en la primera línea de defensa del Ejército Rojo. Un contraataque soviético apoyado por unos 40 tanques fue derrotado, con la ayuda de artillería y baterías antiaéreas. Después de haber sufrido dos mil bajas desde la mañana y aún enfrentando una considerable resistencia de las fuerzas soviéticas, los cuerpos se refugiaron para pasar la noche.
Retrasar el progreso de Kempf dio tiempo a las fuerzas del Ejército Rojo para preparar su segundo cinturón de defensa para enfrentar el ataque alemán el 6 de julio. El 7.º Ejército de la Guardia, que había absorbido el ataque del III Cuerpo Panzer y el Cuerpo "Raus", fue reforzado con dos divisiones de rifle de la reserva. La 15.ª División de Fusileros de la Guardia se trasladó hasta el segundo cinturón de defensa, en el camino del III Cuerpo Panzer.

### Desarrollo de la batalla
Para la tarde del 6 de julio, el Frente Vorónezh había comprometido todas sus reservas, a excepción de tres divisiones de fusiles bajo el 69.º Ejército; sin embargo, no pudo contener de manera decisiva al 4.º Ejército Panzer. El XLVIII Cuerpo Panzer a lo largo del eje Oboyan, donde el tercer cinturón defensivo estaba casi totalmente desocupado, ahora solo tenía el segundo cinturón defensivo del Ejército Rojo que lo bloqueaba para penetrar en la retaguardia soviética no fortificada. Esto obligó a los Stavka a comprometer sus reservas estratégicas para reforzar el Frente Vorónezh: el 5.º Ejército de Guardias y 5.º Ejército de Tanques de la Guardia, ambos del Frente de la Estepa, así como el 2.º Cuerpo de Tanques del Frente Suroeste. Iván Kónev se opuso a este compromiso precoz poco sistemático de la reserva estratégica, pero una llamada personal de Stalin silenció sus quejas. Además, el 7 de julio, Zhúkov ordenó al 17.º Ejército Aéreo, la flota aérea que sirve al Frente Suroeste, que apoyase al 2.º Ejército del Aire en el servicio al Frente Vorónezh. El 7 de julio, el 5.º Ejército de Tanques de la Guardia comenzó a avanzar hacia Prójorovka. El comandante del 5.º Ejército de Tanques de la Guardia, el teniente general Pavel Rotmistrov, describió el viaje:

Al mediodía, el polvo se alzaba en densas nubes y se asentaba en una capa sólida sobre arbustos, campos de cereales, tanques y camiones. El disco rojo oscuro del sol apenas era visible. Los carros de combate, cañones autopropulsados, tractores de artillería, transportes blindados de personal y camiones avanzaban en un flujo interminable. Las caras de los soldados estaban oscuras con polvo y gases de escape. Estaba intolerablemente caliente. Los soldados fueron torturados por la sed y sus camisas, mojadas por el sudor, pegadas a sus cuerpos.

El 10.º Cuerpo de Tanques, luego subordinado al 5.º Ejército de la Guardia, se adelantó al resto del ejército, llegó a Prójorovka la noche del 7 de julio y el 2.º Cuerpo de Tanques llegó a Korocha, 40 km al sureste de Prójorovka, por la mañana del 8 de julio. Vatutin ordenó un poderoso contraataque de la 5.ª Guardia, 2.ª Guardia, 2.º y 10.º Cuerpo de Tanques, en todos los campos de 593 tanques y cañones autopropulsados y con el apoyo de la mayor parte del poder aéreo disponible del Frente, cuyo objetivo era derrotar al II SS Panzer Corps y por lo tanto exponer el flanco derecho del XLVIII Cuerpo Panzer. Simultáneamente, el 6.º Cuerpo de Tanques debía atacar al XLVIII Cuerpo Panzer y evitar que se abriera paso hacia la parte posterior soviética libre. Aunque pretendía ser concertado, el contraataque resultó ser una serie de ataques parciales debido a una mala coordinación. El ataque del 10.º Cuerpo de Tanques comenzó el amanecer del 8 de julio, pero se encontró con el fuego antitanques de la 2.ª y 3.ª División de la SS, perdiendo la mayoría de sus fuerzas. Más tarde esa mañana, el ataque de los 5.º Cuerpo de Tanques de la Guardia fue repelido por la 3.ª División SS. El 2.º Cuerpo de Tanques se unió por la tarde y también fue rechazado. El 2.º Cuerpo de Tanques de la Guardia, enmascarado por el bosque que rodea el pueblo de Gostishchevo, a 16 km al norte de Bélgorod, con su presencia desconocida por el II Cuerpo Panzer de las SS, avanzó hacia la 167 División de Infantería. Pero fue detectado por el reconocimiento aéreo alemán justo antes de que se materializara el ataque, y luego fue diezmado por un avión de ataque a tierra alemán armado con cañones antitanque MK 103 y al menos 50 carros fueron destruidos. Esto marcó la primera vez en la historia militar que una formación de tanques atacantes había sido derrotada solo por el poder aéreo. Aunque fue un fiasco, el contraataque soviético logró frenar el avance del II Cuerpo Panzer de las SS a lo largo del día.

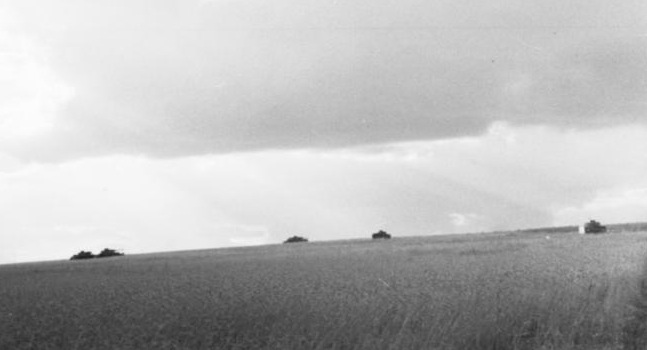
Nubes tormentosas sobre el campo de batalla. Las fuertes lluvias intermitentes crearon lodo y pantanos que dificultaron el movimiento.

A fines del 8 de julio, II SS-Panzer Corps había avanzado unos 29 kilómetros desde el inicio de Ciudadela y había atravesado el primer y segundo cinturón defensivo. Sin embargo, el lento progreso del XLVIII Panzer Corps hizo que Hoth cambiara los elementos del II SS-Panzer Corps al oeste para ayudar al XLVIII Cuerpo Panzer a recuperar su impulso. El 10 de julio, todo el esfuerzo de los cuerpos volvió a su propio progreso hacia adelante. La dirección de su avance ahora cambió de Oboyan hacia el norte al noreste, hacia Prójorovka. Hoth había discutido este movimiento con Manstein desde principios de mayo, y era parte del plan del 4.º Ejército Panzer desde el comienzo de la ofensiva. Para entonces, sin embargo, los soviéticos habían cambiado las formaciones de reserva en su camino. Las posiciones defensivas fueron ocupadas por el 2.º Cuerpo de Tanques, reforzado por la 9.ª División Aerotransportada de Guardias y el 301.º Regimiento de Artillería Antitanques, ambos del 33.º Cuerpo de Rifle de Guardias.
Aunque el avance tudesco en el sur fue más lento de lo planeado, fue más rápido de lo que esperaban los soviéticos. El 9 de julio, las primeras unidades alemanas llegaron al río Psel. Al día siguiente, la primera infantería alemana cruzó el río. A pesar del profundo sistema defensivo y los campos de minas, las pérdidas de los carros alemanes se mantuvieron más bajas que las de los soviéticos. En este punto, Hoth desvió al II Cuerpo Panzer SS de Oboyan para atacar hacia el noreste en dirección a Prójorovka. La principal preocupación de Manstein y Hausser fue la incapacidad del Destacamento del Ejército Kempf para avanzar y proteger el flanco oriental del II Cuerpo Panzer de las SS. El 11 de julio, dicho destacamento logró finalmente un gran avance. En un ataque sorpresa por la noche, la 6.ª División Panzer tomó un puente sobre el Donets. Una vez al otro lado, Breith hizo todo lo posible para empujar tropas y vehículos a través del río desde el sur. Durante los días 14 y 15 de julio, el 69.º Ejército y el Grupo Trufánov se retiraron de dicho saliente, evitando el cerco alemán y estableciendo nuevas líneas defensivas.  
El 17 de julio, el "Frente Sudoeste" y el " Frente Sur ", los soviéticos cruzaron los ríos Mius y Donets y lanzaron una ofensiva a gran escala en el flanco sur del Grupo de Ejércitos Sur. Sin embargo, el ejército alemán sólo contaba con el 6.º Ejército reconstruido para su defensa y el 1.er Cuerpo Panzer.Por lo tanto, antes del mediodía del 17 de julio, el 2.º Cuerpo Panzer de las SS comenzó una retirada integral desde Prokhorovka a Belgorod.El 4.º Cuerpo Panzer y el "Destacamento Kempf" ya habían hecho los preparativos para la retirada, que comenzó la tarde del 16. Parte del II Cuerpo Panzer de las SS fueron redesplegadas apresuradamente a Italia.Las otras fueron trasladadas al sur para hacer frente a la nueva ofensiva soviética.

### Batalla de Prójorovka

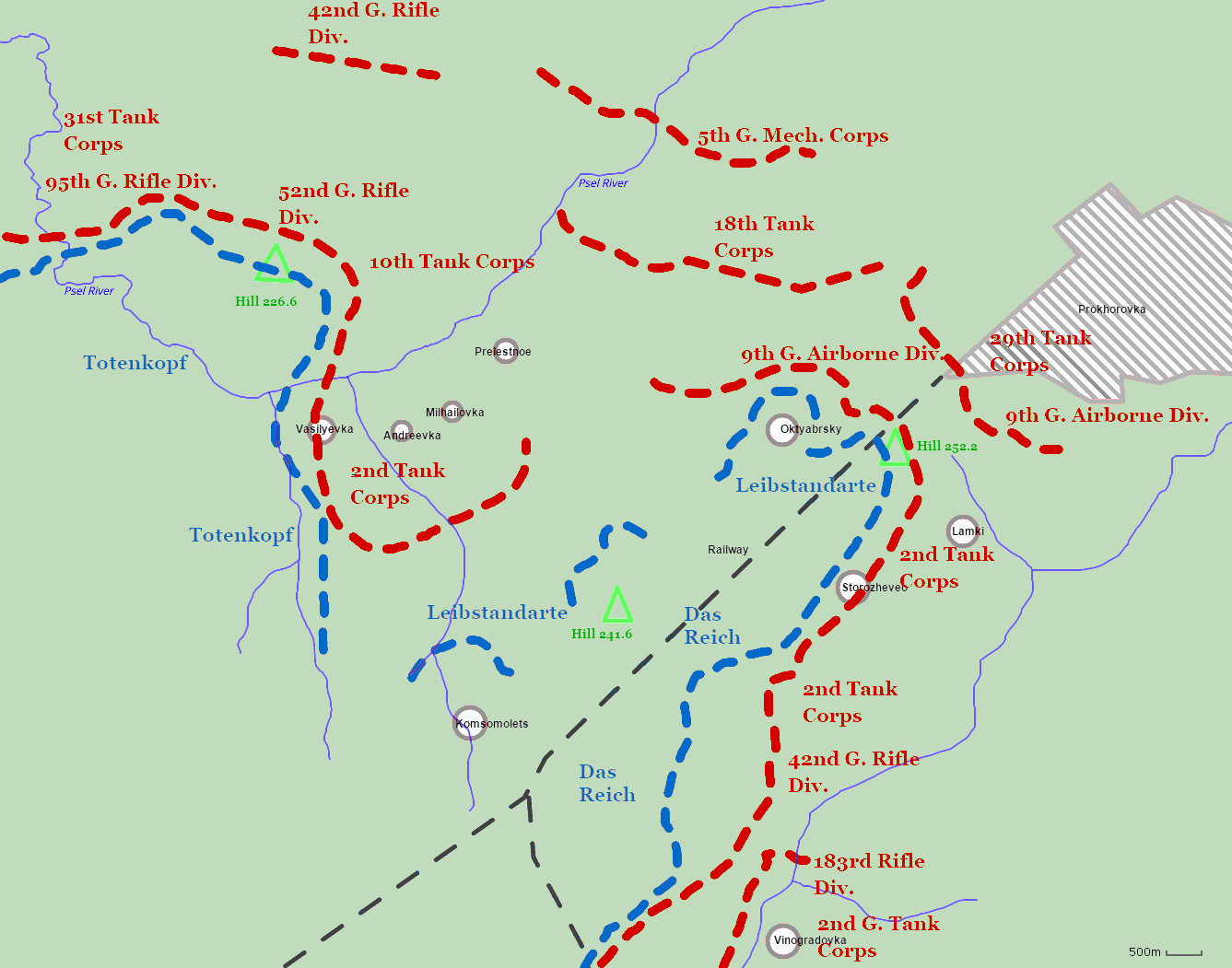
Disposición de las fuerzas soviéticas y alemanas alrededor de Prójorovka en la víspera de la batalla el 12 de julio.

A lo largo de los días 10 y 11 de julio, el II Cuerpo Panzer SS continuó su ataque hacia Prójorovka, llegando a 3 kilómetros del asentamiento la noche del 11 de julio. Esa misma noche, Hausser dio orden de que el ataque continuara al día siguiente. El plan era que la 3.ª División Panzer de las SS condujera hacia el noreste hasta llegar a la carretera Karteschewka-Prójorovka. Una vez allí, debía atacar el sureste en Prójorovka desde los flancos y la retaguardia. Las 1.ª y 2.ª divisiones de la SS Panzer debían esperar hasta que la 3.ª hubiera desestabilizado las posiciones soviéticas; una vez en marcha, la 1.ª atacaría las principales defensas soviéticas excavadas en las laderas al suroeste. A su derecha, la 2.ª debía avanzar hacia el este, luego girar hacia el sur lejos de Prójorovka, para envolver las líneas que se oponían al avance del III Cuerpo Panzer y forzar una brecha. Durante la noche del 11 de julio, Rotmistrov trasladó su 5.º Ejército de Tanques de la Guardia a un área de reunión justo detrás de Prójorovka, en preparación para un ataque masivo al día siguiente. A las 5:45, la sede de la Leibstandarte comenzó a recibir informes sobre el sonido de los motores de los tanques cuando los soviéticos se trasladaron a sus áreas de reunión. La artillería soviética y los regimientos de Katiusha se redistribuyeron en preparación para el contraataque.
Alrededor de las 08:00, comenzó un bombardeo de artillería soviética. A las 08:30, Rotmistrov transmitió por radio a sus tanquistas: "¡acero, acero, acero!", la orden para comenzar el ataque. Bajando por las laderas occidentales, antes de Prójorovka, llegó el blindaje concentrado de cinco brigadas de tanques del cuerpo de tanques soviéticos 18 y 29 del 5.º Ejército de Tanques de la Guardia. Los tanques soviéticos avanzaron por el corredor, llevando a los soldados de infantería de la 9.ª División Aerotransportada de la Guardia sobre los tanques. Hacia el norte y el este, la 3.ª División Panzer de las SS estaba ocupada por el 33.º Cuerpo de Rifle de la Guardia Soviética. Encargado de flanquear las defensas soviéticas alrededor de Prójorovka, la unidad primero tuvo que rechazar una serie de ataques antes de que pudieran pasar a la ofensiva. La mayor parte de las pérdidas de tanques de la división ocurrieron a última hora de la tarde cuando avanzaron a través de campos de minas contra cañones antitanques soviéticos bien ocultos. A pesar de que la 3.ª SS logró alcanzar la carretera Karteschewka-Prójorovka, su dominio fue débil y le costó a la división la mitad de sus tanques. La mayoría de las pérdidas de tanques alemanes sufridas en Prójorovka ocurrieron aquí. Hacia el sur, el 18.º y 29.º Cuerpo de Tanques soviéticos habían sido devueltos por la 1.ª División Panzer de las SS. La 2.ª División Panzer de las SS también repelió los ataques del 2.º Cuerpo de Tanques y el 2.º Cuerpo de Tanques de la Guardia. La superioridad aérea local de la Luftwaffe sobre el campo de batalla también contribuyó a las pérdidas soviéticas, en parte debido a que el VVS estaba dirigido contra las unidades alemanas en los flancos del II Cuerpo Panzer de las SS. Al final del día, los soviéticos habían regresado a sus posiciones iniciales.
Ni el 5.º Ejército de Tanques de la Guardia ni el II Cuerpo Panzer de las SS lograron sus objetivos. Aunque el contraataque soviético falló con grandes pérdidas, devolviéndolos a la defensiva, hicieron lo suficiente para detener el avance alemán.

## Fin de la operación Ciudadela

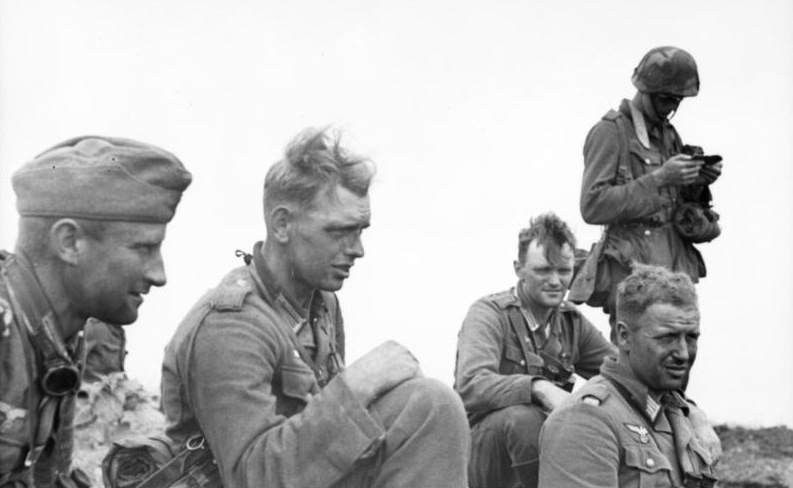
Pausa de soldados alemanes durante el combate.

En la tarde del 13 de julio, Hitler convocó a su cuartel general Wolfsschanze en Prusia Oriental a los mariscales Von Kluge y Von Manstein, que eran los principales jefes militares en el comando de las operaciones.Estaba decepcionado con la profundidad del avance de tan solo 12 kilómetros al norte y 35 kilómetros al sur, sugirió suspender la operación, dado que el 9.º Ejército no podía avanzar más y a la fecha, se estaba produciendo simultáneamente, el desembarco aliado en Sicilia y la contraofensiva soviética de la operación Kutuzov, al norte de Kursk, amenazando la retaguardia del 9.º Ejército del general Walter Model. Los jefes militares no coincidieron en su apreciación. Von Kluge propuso pasar a la defensa, ya que era consciente de la fortaleza del contraataque soviético. Pero, Von Manstein en cambio, solicitó que el ataque continuara porque creía que el ejército soviético estaba al final de sus fuerzas y que el ejército alemán podría ganar si continuaba atacando durante diez días más. Propuso avanzar desde el sur hasta Kursk y luego girar hacia el oeste, obligar a las tropas soviéticas en el saliente de Kursk a luchar con un frente invertido y aplastarlas. Al mismo tiempo, el grupo de Kempf debía atacar en dirección este, así como mediante acciones simultáneas junto con el 4.º Ejército para destruir al enemigo en el cruce de dos formaciones. Hitler rechazó el plan, pero Manstein insistió: argumentó que sus fuerzas estaban a punto de lograr un gran avance en su sector sur. Tal como lo vio, con su III Cuerpo Panzer a punto de unirse con el II Cuerpo SS-Panzer en Prójorovka, y con el XXIV Cuerpo Panzer disponible como su reserva operativa, estarían deteniendo la ofensiva justo en el momento en que la victoria estaba al alcance de la mano. Basado en su confianza en Manstein, aunque Hitler terminó el plan de "Ciudadela", solo permitió seguir las operaciones ofensivas en el sur hasta que se pudieran destruir las reservas soviéticas. Tras esa decisión una considerable cantidad de tropas, las más aptas fueron trasladadas desde el oeste al frente soviético, unos 120 000 refuerzos para fortalecer la campaña ofensiva de Erich von Manstein. Como resultado, la ofensiva alemana desde el 5 de julio hasta el final de la batalla llegó finalmente a más de 900 000 personas.
Después de la reunión con Hitler, Manstein armó apresuradamente los planes para la operación Roland, y teniendo en cuenta que sólo tenía unos días para llevar a cabo la operación antes de perder el II SS-Panzer Corps debido a la redistribución. Los combates comenzaron con un breve bombardeo de artillería, el 4. ° Regimiento de Panzergrenadier de las SS Der Führer de Das Reich avanzó hacia el terreno elevado al suroeste de Pravorot, desalojando a los restos del 2. ° Cuerpo de Tanques de la Guardia del pueblo de Belenijino luego de violentos combates casa por casa. y lucha cuerpo a cuerpo, mientras que el 2.º Regimiento SS-Panzer de Das Reich luchó contra una serie de contraataques y obligó a las unidades del Ejército Rojo a retirarse hacia el este a una nueva línea. Vatutin ordenó a la 10.ª Brigada Mecanizada de Guardias del 5.º Cuerpo Mecanizado de Guardias que reforzara esa línea. La 7.ª División Panzer del III Cuerpo Panzer se encaminaba al cerco de las unidades soviéticas y se puso en contacto con Das Reich, pero Trufanov, al mando de las fuerzas soviéticas en la brecha, estaba al tanto de la amenaza y realizó una retirada de combate, evitando el cerco alemán y estableciendo nuevas líneas defensivas. Para el 15 de julio, el II Cuerpo SS Panzer y el Destacamento «Kempf» logran enlazar al sur de Prójorovka. El enlace no logró atrapar a las fuerzas soviéticas que se habían retirado, aunque abandonaron una cantidad sustancial de sus armas antitanque.La operación Roland no produjo un resultado decisivo para el lado alemán, y "Totenkopf" que permanecía al norte del río Psel comenzó a retirarse, y las divisiones "Leibstandarte" y "Das Reich" se pusieron a la defensiva. El 4.º Ejército Panzer y el Destacamento del Ejército Kempf anticiparon la orden y comenzaron a ejecutarla la tarde del 16 de julio. El 17 de julio los soviéticos iniciaron una gran ofensiva que puso fin a los avances alemanes en el sur, logrando cruzar los ríos Mius y Donets, amenazando el flanco sur del Grupo de Ejércitos Sur. Sin embargo, el ejército alemán sólo contaba con el 6.º Ejército reconstruido en esa direción junto al 1.er Cuerpo Panzer.Por lo tanto, antes del mediodía del 17 de julio, se ordenó que terminara la "Operación Roland" y el 2.º Cuerpo Panzer de las SS comenzó una retirada integral desde Prokhorovka a Belgorod.El 4.º Cuerpo Panzer y el "Destacamento Kempf" ya habían hecho los preparativos para la retirada, que comenzó la tarde del 16.El Mando de la Wehrmacht señala la terminación de la operación sólo para el 19 de julio y para crear reservas acortando el frente en vista de las feroces ofensivas soviéticas. El 26 de julio, el II SS Cuerpo Panzer se le ordenó trasladarse a la región de Roma, pero solo un cuerpo de las SS fue transferida, la Leibstandarte sin tanques y otras armas pesadas, a pesar de la decisión de Hitler, mientras que las otras dos, la Das Reich y Totenkop permanecieron en el Frente Oriental para enfrentar las nuevas ofensivas soviéticas.La fuerza de las formaciones de la reserva soviética había sido muy subestimada por la inteligencia alemana, y el Ejército Rojo pronto pasó a la ofensiva. En sus memorias de posguerra, Verlorene Siege («Victorias perdidas»), Manstein fue muy crítico con la decisión de Hitler de cancelar la operación en el momento culminante de la batalla táctica. La veracidad de las afirmaciones de Manstein de una victoria cercana es discutible. La extensión de las reservas soviéticas era mucho mayor de lo que él creía. Estas reservas se utilizaron para reequipar al 5.º Ejército de Tanques de la Guardia, que dio inicio a la cuarta batalla de Járkov un par de semanas después. El resultado fue una batalla de desgaste para los alemanes, lo cual estaban mal preparados y que tenían pocas posibilidades de ganar.
Así, la ofensiva de verano de las tropas alemanas, en la que los nazis tenían grandes esperanzas, fracasó. El Ejército Rojo disipó el cuento de hadas creado por los nazis de que el verano es supuestamente la temporada de éxitos y victorias del ejército alemán, y que las tropas soviéticas supuestamente se ven obligadas a retirarse en verano.
En intentos infructuosos de apoderarse de la cabeza de puente de Kursk y preparar así las condiciones para una ofensiva desde la cabeza de puente de Oryol hasta Moscú. Durante el período del 5 al 23 de julio, las tropas alemanas perdieron 2.900 tanques, 1.039 cañones, de los cuales 195 eran autopropulsados, 1.392 aviones, más de 5.000 vehículos y más de 70.000 soldados y oficiales.
Así terminó otra aventura de los nazis.
Durante la operación Ciudadela, las unidades de la Luftwaffe en el área tuvieron 27 221 salidas de vuelo con 193 pérdidas de combate (una tasa de pérdida de 0,709 % por salida). Las unidades soviéticas del 5 de julio al 8 de julio realizaron 11 235 salidas de vuelo con pérdidas de combate de 556 aviones (4,95 % por salida). Los alemanes estaban destruyendo la armadura y los aviones soviéticos en una proporción de 1:6. A pesar del rendimiento de la unidad alemana, la Wehrmacht ahora carecía de reservas estratégicas. En el otoño de 1943, solo el 25 % de los combatientes de la Luftwaffe se encontraban en el Frente Oriental, debido a los feroces ataques aéreos estadounidenses y británicos contra Italia y Alemania.

## Operación ofensiva soviética en Kursk
Durante los preparativos defensivos en los meses previos a Ciudadela, los soviéticos también planearon y prepararon operaciones contraofensivas que serían lanzadas después de que la ofensiva alemana se hubiera detenido.

### Operación Kutúzov al norte

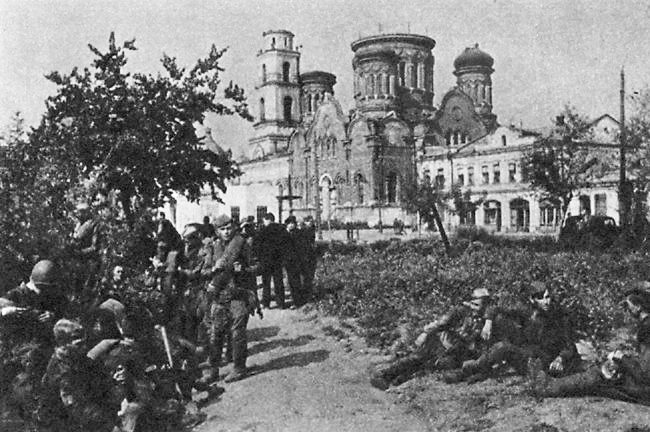
Soldados soviéticos cruzan el paso de Oriol junto a la Iglesia de la Intercesión, el 5 de agosto de 1943.

Se planificó que las operaciones ofensivas soviéticas para el verano de 1943 comenzaran después de que la ofensiva Kursk hubiera disipado la fuerza de las fuerzas germanas. A medida que el impulso alemán en el norte disminuía, los soviéticos lanzaron la operación Kutúzov el 12 de julio contra el Grupo de Ejércitos Centro en la bolsa de Oriol, directamente al norte del saliente de Kursk. El Frente Briansk, bajo el mando de Markian Popov, atacó la cara oriental de la bolsa de Oriol, mientras que el Frente Oeste, al mando de Vasily Sokolovsky, atacó desde el norte. El asalto del Frente Oeste fue abanderado por el 11.º Ejército de la Guardia, bajo el mando del Teniente General Hovhannes Bagramyan, y fue apoyado por el1.er y 5.º Cuerpo de Tanques. Las puntas de lanza soviéticas sufrieron grandes bajas, pero las empujaron y en algunas áreas lograron penetraciones significativas. Estos empujones pusieron en peligro las rutas de suministro alemanas y amenazaron al 9.º Ejército con el cerco. Con esta amenaza, el 9.º Ejército se vio obligado a pasar totalmente a la defensiva.
El 2.º Ejército Panzer, ligeramente estirado, se opuso a esta fuerza soviética. Los comandantes alemanes habían sido cautelosos de tal ataque y las fuerzas se retiraron rápidamente de la ofensiva de Kursk para enfrentarse a la ofensiva soviética.
La operación Kutúzov redujo la bolsa de Oriol e infligió pérdidas sustanciales al ejército alemán, allanando el camino para la liberación de Smolensk. Las pérdidas soviéticas fueron graves, pero fueron reemplazadas. La ofensiva permitió a los soviéticos tomar la iniciativa estratégica, que retuvieron durante el resto de la guerra.

### Operación Polkovodets Rumiántsev al sur

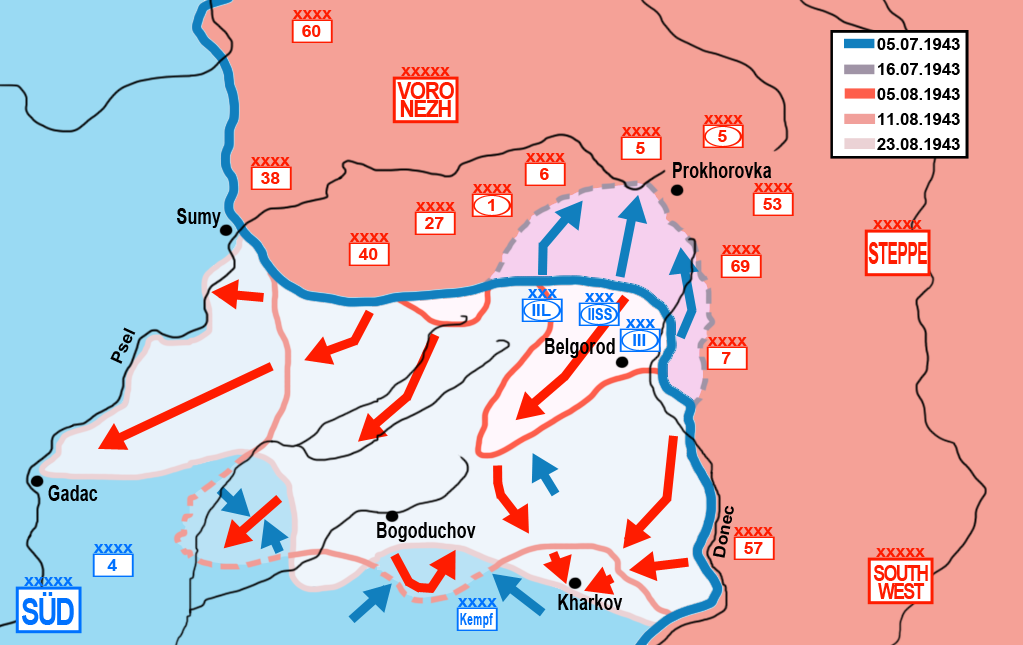
Operación Rumyantsev

La operación Polkovodets Rumyantsev fue la ofensiva soviética principal para 1943. Su objetivo era destruir el 4.º Ejército Panzer y el Destacamento Kempf del Ejército, y cortar la porción sur del Grupo de Ejércitos del Sur. Después de las fuertes pérdidas sufridas por el Frente Vorónezh, durante la operación Ciudadela, los soviéticos necesitaron tiempo para reagruparse y reajustarse, retrasando el inicio de la ofensiva hasta el 3 de agosto. Los ataques de distracción, lanzados dos semanas antes a través de los ríos Donets y Mius en el Dombás, llamaron la atención de las reservas tudescas y redujeron las fuerzas defensivas que enfrentarían el golpe principal. La ofensiva fue iniciada por el Frente Vorónezh y los Frentes de la Estepa contra el ala norte del Grupo de Ejércitos del Sur. Condujeron a través de las posiciones alemanas, haciendo penetraciones amplias y profundas. Para el 5 de agosto, los soviéticos habían liberado Bélgorod.
Para el 12 de agosto, las afueras de Járkov habían sido alcanzadas. El avance soviético fue finalmente detenido por un contraataque de las Divisiones Panzer 2.ª y 3.ª de las SS. En las batallas de tanques que siguieron, los ejércitos soviéticos sufrieron grandes pérdidas en armaduras. Después de este contratiempo, los soviéticos se centraron en Járkov. Después de intensos combates la ciudad fue liberada el 23 de agosto. Los alemanes se refieren a esta batalla como la cuarta batalla de Járkov, mientras que los soviéticos se refieren a ella como la operación ofensiva de Bélgorod-Járkov.

## Resultados e impacto de la batalla

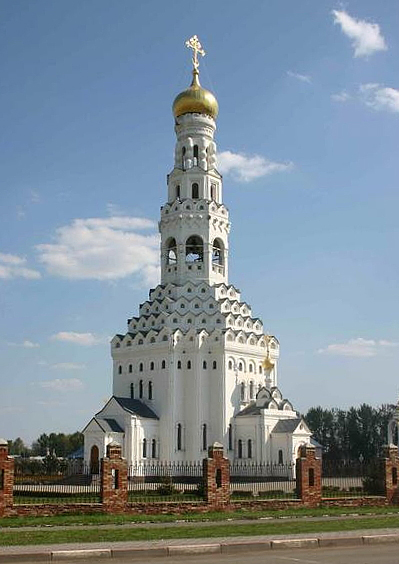
Catedral de Projórovka, en el lugar donde ocurrió la batalla, monumento a los caídos del Ejército Rojo.

El resultado final fue que el ejército nazi tuvo que retirarse después de una semana de ataque. El ejército soviético no sólo se mantuvo firme contra los poderosos ataques con tanques del ejército alemán nazi sino que también contraatacó para recuperar más de 70.000 kilómetros cuadrados de territorio. Si determinar el resultado de la situación en el campo de batalla es casi indiscutible, entonces determinar los resultados de las bajas y pérdidas de los bandos es muy diferente. La victoria soviética fue costosa, sin embargo, el mayor potencial industrial de la Unión Soviética y el conjunto de mano de obra les permitió absorber y reponer estas pérdidas, sin afectar su fortaleza estratégica general. Guderian escribió:

Con el fracaso de Ciudadela hemos sufrido una derrota decisiva. Las formaciones acorazadas, reformadas y reequipadas con tanto esfuerzo, habían perdido mucho tanto en hombres como en equipos y ahora estarían desempleadas durante mucho tiempo. Era problemático si podían ser rehabilitados a tiempo para defender el Frente Oriental... No hace falta decir que [los soviéticos] explotaron su victoria al máximo. No habría más períodos de silencio en el Frente Oriental. De ahora en adelante, el enemigo estaba en posesión indiscutible de la iniciativa.

Con la victoria, la iniciativa pasó firmemente al Ejército Rojo. Durante el resto de la guerra, los alemanes se limitaron a reaccionar a los avances soviéticos, y nunca pudieron recuperar la iniciativa o lanzar una ofensiva importante en el Frente Oriental.
Aunque la ubicación, el plan de ataque y el momento fueron determinados por Hitler, culpó de la derrota a su Estado Mayor. A diferencia de Stalin, quien dio a sus generales al mando la libertad de tomar decisiones importantes de mando, la interferencia de Hitler en asuntos militares alemanes aumentó progresivamente, mientras que su atención a los aspectos políticos de la guerra disminuyó. Lo contrario era cierto para Stalin; a lo largo de la campaña de Kursk, confió en el juicio de sus comandantes, y como sus decisiones llevaron al éxito en el campo de batalla, aumentó su confianza en su juicio militar. Stalin se retiró de la planificación operativa, y rara vez anuló las decisiones militares, lo que resultó en que el Ejército Rojo obtuviera más libertad de acción durante el curso de la guerra.
La Batalla de Kursk fue un gran golpe para la moral del ejército alemán y del comandante en jefe. Antes de eso, la Wehrmacht alemana nunca había fallado en una ofensiva estratégica veraniega. Todos los fracasos ocurrieron a 200 kilómetros del punto de partida, y la mayoría de ellos estaban en el frío invierno. La batalla de Kursk terminó por completo con el método de combate "Ataque de invierno del ejército soviético, ataque de verano del ejército alemán", lo que llevó al colapso de la moral alemana; el ejército alemán fue destruido en esta batalla. Miles de tanques y artillería autopropulsada, como los nuevos "Tiger-1" y "Pantera". Aunque la artillería autopropulsada "Ferdinand" participaron en la batalla a gran escala, no pudieron salvar la situación de guerra y ellos mismos sufrieron grandes pérdidas, lo que asestó un duro golpe a la moral de las fuerzas blindadas de élite alemanas.
Del lado soviético, sufrieron 254.469 muertos, junto con 608.834 heridos o enfermos (74% heridos en combate, 26% enfermos). Si restamos el número de enfermos, las pérdidas soviéticas en la campaña ascendieron a unas 710.000 personas, se perdió 6799 tanques y artillería autopropulsada y más de 2200 aviones en los campos de batalla de la guerra soviético-alemana. Después de esta batalla, el ejército soviético lanzó una serie de campañas ofensivas a gran escala contra el ejército alemán, recuperó una gran cantidad de territorio y liberó a Kiev en noviembre.

## Muertes y heridos
Las bajas sufridas por los dos combatientes son difíciles de determinar, debido a varios factores. Con respecto a los alemanes, las pérdidas de equipo se complicaron por el hecho de que hicieron esfuerzos decididos para recuperar y reparar los tanques. Por ejemplo, los tanques deshabilitados un día a menudo aparecían uno o dos días después reparados. Las pérdidas de personal alemanas están empañadas por la falta de acceso a los registros de la unidad alemana, que fueron incautados al final de la guerra. Muchos fueron transferidos a los archivos nacionales de los Estados Unidos y no estuvieron disponibles hasta 1978, mientras que otros fueron llevados por la Unión Soviética, que se negó a confirmar su existencia.

### Bajas soviéticas

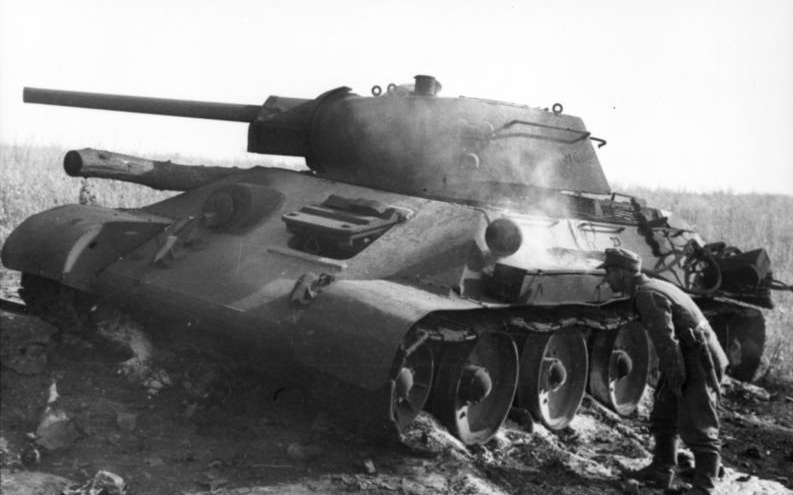
Un soldado alemán inspecciona un T-34 destruido durante la batalla de Kursk en Pokrovka, que está a 40 km al suroeste de Projórovka.

El historiador militar ruso Grigoriy Krivosheyev, quien basó sus datos en los archivos soviéticos, es considerado por el historiador David Glantz como la fuente más confiable para las cifras de víctimas soviéticas. Sus datos son apoyadas por el historiador alemán Karl-Heinz Frieser. El historiador alemán Roman Töppel no está de acuerdo. Tras consultar los archivos de ejércitos y unidades, escribe que las cifras de Krivosheyev sobre las pérdidas soviéticas en Kursk están subestimadas en un 40 %. Krivosheyev calculó las pérdidas soviéticas totales durante la ofensiva alemana en 177 877 bajas. El Frente Central sufrió 15 336 bajas irrecuperables y 18 561 bajas médicas, por un total de 33 897 bajas. El Frente Vorónezh sufrió 27 542 bajas irrecuperables y 46 350 bajas médicas, para un total de 73 892. El Frente de Estepa sufrió 27 452 bajas irrecuperables y 42 606 bajas médicas, por un total de 70 085.
Durante las dos ofensivas soviéticas, las bajas totales ascendieron a 685 456 hombres. Durante la operación Kutuzov, las pérdidas soviéticas ascendieron a 112 529 bajas irrecuperables y 317 361 bajas médicas, para una pérdida total de 429 890 hombres. El Frente Oeste reportó 25 585 bajas irrecuperables y 76 856 bajas médicas. El frente de Briansk sufrió 39 173 bajas irrecuperables y 123 234 bajas médicas. El Frente Central perdió 47 771 bajas irrecuperables y 117 271 bajas médicas. Las pérdidas soviéticas durante la operación Polkovodets Rumyantsev totalizaron 255 566 hombres, con 71 611 registrados como bajas irrecuperables y 183 955 como bajas médicas. El Frente Vorónezh perdió 48 339 bajas irrecuperables y 108 954 bajas médicas, para un total de 157 293. El Frente de Estepa perdió 23 272 bajas irrecuperables y 75 001 bajas médicas, para un total de 98 273.

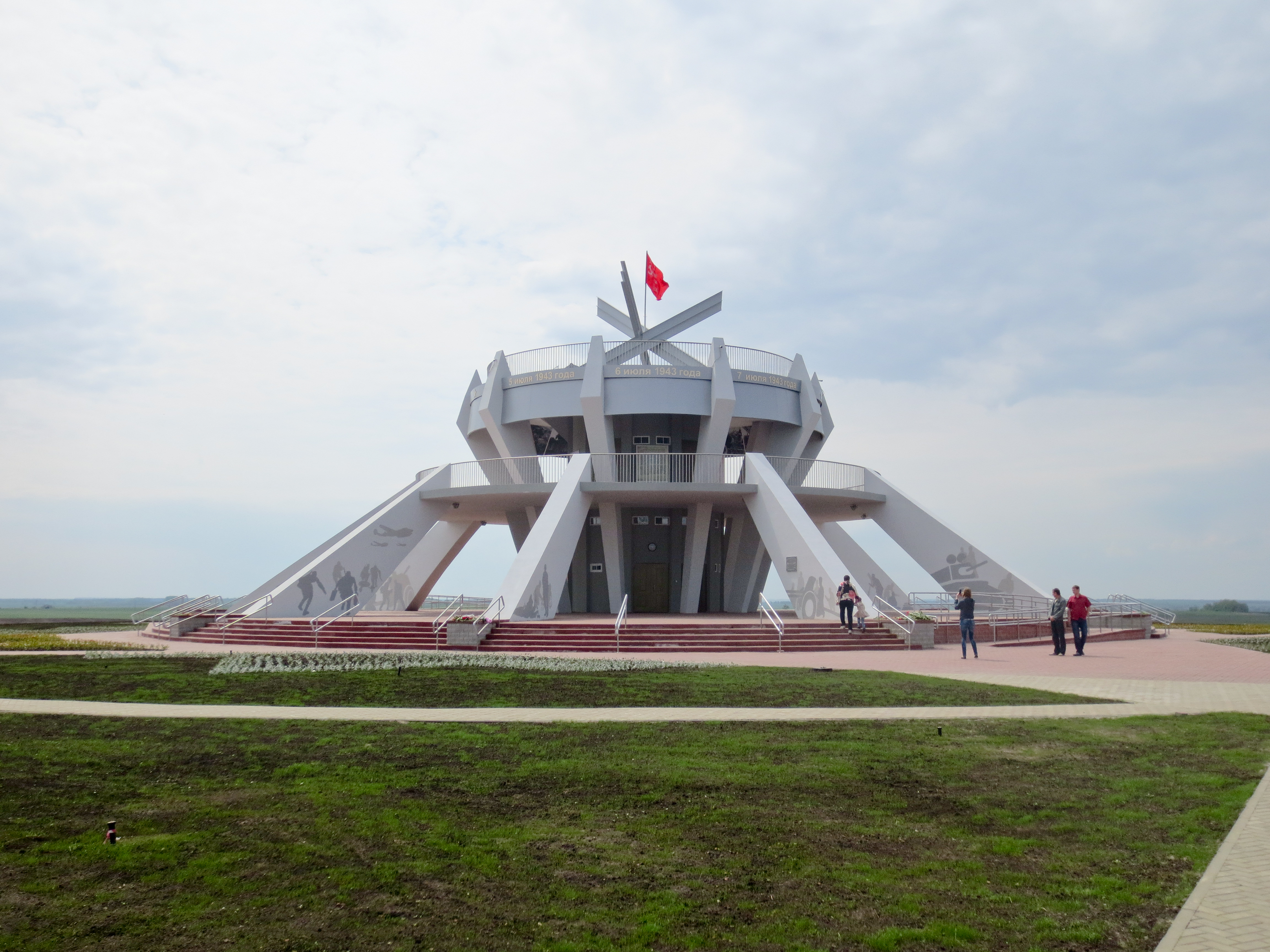
Monumento Colina de Teplovsky en la región de Ponyri en honor a la memoria de los caídos en la cara norte de la batalla de Kursk.

Las pérdidas de equipos soviéticos durante la ofensiva alemana llegaron a 1614 carros de combate y las armas autopropulsadas destruidas o dañadas de los 3925 vehículos comprometidos en la batalla. Las pérdidas soviéticas fueron aproximadamente tres veces mayores que las pérdidas alemanas. Durante la operación Kutuzov, se perdieron 2349 carros de combate y cañones autopropulsados de una fuerza inicial de 2308; Una pérdida de más del 100 por ciento. Durante Polkovodets Rumyantsev se perdieron 1864 carros de combate y cañones autopropulsados de los 2439 empleados. La tasa de pérdidas sufrida por los soviéticos fue de aproximadamente 5:1 a favor de los militares alemanes. Sin embargo, las grandes reservas de equipos soviéticos y su alta tasa de producción de tanques permitieron a los ejércitos de tanques soviéticos reemplazar pronto los equipos perdidos y mantener su fuerza de combate. El Ejército Rojo reparó muchos de sus carros dañados; muchos tanques soviéticos fueron reconstruidos hasta cuatro veces para mantenerlos en la lucha. La fuerza de los tanques soviéticos regresó a 2750 tanques el 3 de agosto debido a la reparación de vehículos dañados.
Según el historiador Christer Bergström, las pérdidas de las Fuerzas Aéreas Soviéticas durante la ofensiva alemana ascendieron a 677 aviones en el flanco norte y 439 en el flanco sur. Las bajas totales son inciertas. La investigación de Bergström indica que las pérdidas aéreas soviéticas totales entre el 12 de julio y el 18 de agosto, durante la ofensiva germana y la contraofensiva de la operación Kutuzov, fueron de 1104.

### Bajas alemanas
El lado alemán sólo contó las bajas del 5 al 12 de julio y dio casi el número opuesto de bajas. Karl-Heinz Frieser, quien revisó el registro del archivo alemán, calculó que durante la operación Ciudadela se sufrieron 54 182 bajas. De estos, 9036 murieron, 1960 fueron reportados como desaparecidos y 43 159 resultaron heridos. El 9.º Ejército sufrió 23 345 bajas, mientras que el Grupo de Ejércitos del Sur sufrió 30 837 bajas. A lo largo de las ofensivas soviéticas se sufrieron 111 114 bajas. Al enfrentarse a la operación Kutuzov, 14 215 hombres murieron, 11 300 fueron reportados como desaparecidos (presuntamente muertos o capturados) y 60 549 resultaron heridos. Durante Polkovodets Rumyantsev, se incurrieron en 25 068 bajas, incluyendo 8933 muertos y desaparecidos. Las bajas totales de las tres batallas fueron alrededor de 50 000 muertos o desaparecidos y 134 000 heridos (según datos médicos militares alemanes).

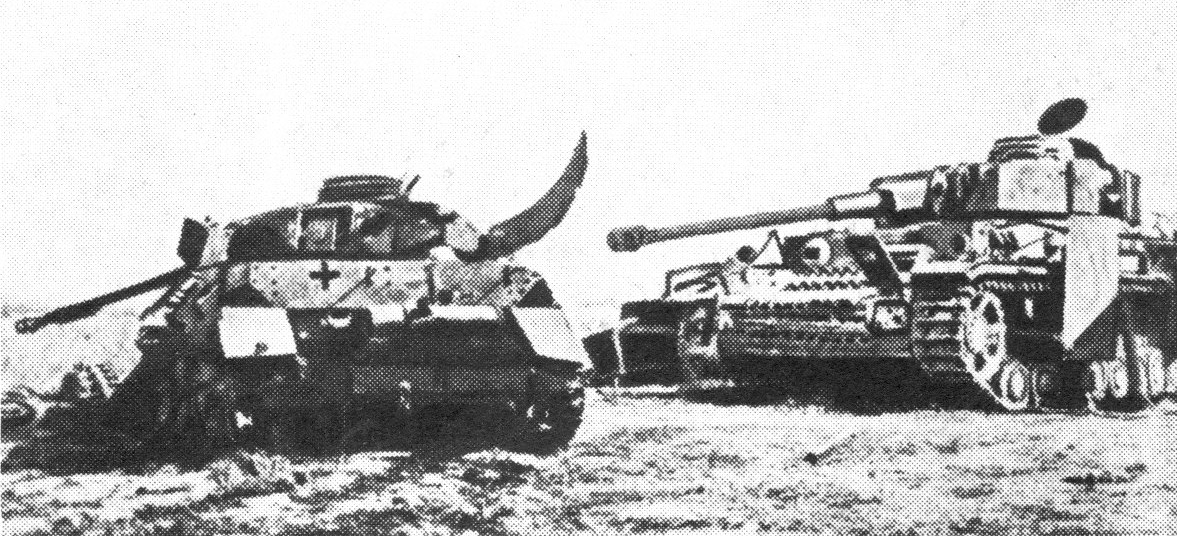
Dos Panzer IV destruidos en Kursk.

Durante la operación Ciudadela, se destruyeron 252 a 323 tanques y cañones de asalto. Para el 5 de julio, cuando comenzó la batalla de Kursk, solo había 184 Panther operativas. En dos días, esto se redujo a 40. El 17 de julio de 1943, después de que Hitler ordenó detener la ofensiva alemana, Heinz Guderian envió la siguiente evaluación preliminar de los Panther:

Debido a la acción del enemigo y las fallas mecánicas, la fuerza de combate se hundió rápidamente durante los primeros días. Para la tarde del 10 de julio, solo había 10 Panther operativas en la línea del frente. Se perdieron 25 Panther como castigos totales (23 fueron golpeados y quemados y dos se incendiaron durante la marcha de aproximación). 100 Panther necesitaban reparación (56 fueron dañadas por golpes y minas y 44 por avería mecánica). El 60 por ciento de las averías mecánicas podrían repararse fácilmente. Aproximadamente 40 Panther ya habían sido reparadas y estaban en camino al frente. El servicio de reparación aún no había recuperado alrededor de 25... La noche del 11 de julio, 38 Panther estaban operativas, 31 eran cancelaciones en total y 131 necesitaban reparación. Un aumento lento en la fuerza de combate es observable. La gran cantidad de pérdidas por golpes (81 Panther hasta el 10 de julio) atestigua la dura lucha.

Para el 16 de julio, el Grupo de Ejércitos del Sur afirmó haber perdido 161 carros de combate y 14 cañones de asalto. Hasta el 14 de julio, el 9.º Ejército informó que había perdido en total 41 tanques y 17 cañones de asalto. Estas pérdidas se descomponen en 109 Panzer IV, 42 Panther, 38 Panzer III, 31 cañones de asalto, 19 Elefant, 10 Tiger I y tres tanques lanzallamas. Antes de que los alemanes terminaran su ofensiva en Kursk, los soviéticos comenzaron su contraofensiva y lograron empujar a los tudescos a una retirada constante. Por lo tanto, un informe del 11 de agosto de 1943 mostró que el número total de cancelaciones en Panther aumentó a 156, con solo 9 en funcionamiento. El ejército alemán se vio obligado a retirarse en combate y perdió cada vez más sus tanques en combate, así como por abandonar y destruir vehículos dañados. En todo el Frente Oriental se perdieron 50 carros Tiger I durante julio y agosto, con unos 240 dañados. La mayoría de estos ocurrieron durante su ofensiva en Kursk. Entre 600 y 1612 tanques y cañones de asalto sufrieron daños en el período comprendido entre el 5 de julio y el 18 de julio.
El número total de tanques alemanes y cañones de asalto destruidos durante julio y agosto en todo el Frente Oriental asciende a 1331. De estos, Frieser estima que 760 fueron destruidos durante la batalla de Kursk. Beevor escribe que «el Ejército Rojo había perdido cinco vehículos blindados por cada carro alemán destruido».
Frieser informa de pérdidas en la Luftwaffe en 524 aviones, con 159 perdidos durante la ofensiva alemana, 218 destruidos durante la operación Kutuzov y 147 más perdidos durante la operación Polkovodets Rumyantsev. Al revisar los informes del intendente de la Luftwaffe, Bergström presenta diferentes cifras. Entre el 5 y el 31 de julio, Bergström reporta 681 aeronaves perdidas o dañadas (335 para Fliegerkorps VIII y 346 para Luftflotte 6) con un total de 420 canceladas (192 de Fliegerkorps VIII y 229 de Luftflotte 6).
Los documentos médicos militares alemanes que registraron 54 000 muertos y 134 000 heridos durante la campaña están incompletos porque se basan en informes de soldados alemanes (por muchas razones, no se informaron las bajas de muchos soldados). Basado en números extrapolados de unidades alemanas antes y después de la campaña, se puede determinar que las bajas alemanas durante la campaña fueron de al menos 380 000 a 430 000 soldados. Este número puede ser incluso mayor, porque no es posible determinar el número de tropas alemanas adicionales movilizadas en la campaña para compensar las pérdidas.
El declive de la Wehrmacht en 1943, en el informe de 10 días Heersarzt o balance médico (ver “Pérdidas humanas en la Segunda Guerra Mundial. Estadísticas y documentos alemanes. Informes de bajas de 10 días del Heersarzt por ejército/grupo de ejércitos”)están subestimadas, según los informes de tropas de 10 días fue 1,91 veces menor que el calculado a partir del balance de sus fuerzas. Sobre los desaparecidos en combate en 1943 (216 mil personas) no coincide en absoluto con los datos oficiales sobre el número de militares alemanes hechos prisioneros por las tropas soviéticas (443 mil personas), son menos en 2,05 veces. En cuanto a la información de los soldados alemanes muertos en 1943 (255 mil) es 2,75 veces menor que la cifra (701 mil) obtenida por el moderno investigador alemán de pérdidas de la Wehrmacht de Rüdiger Overmans (libro, Deutsche Militarische Verluste im Zweiten Weltkrieg,1999). En todo caso, la información contenida en los informes de10 días Heersarzt, sobre las pérdidas entra en flagrante contradicción con los testimonios de los participantes alemanes en la guerra.
El lado soviético anunció que había causado más de 500 000 bajas alemanas, destruido 1.500 tanques y 3.000 piezas de artillería, y derribado y destruido 3.700 aviones enemigos. Las cifras de víctimas soviéticas no se publicaron en ese momento.
La Unión Soviética demostró que el número de 1000 aviones alemanes perdidos durante la campaña estaba registrado en los documentos originales del mariscal de la Fuerza Aérea alemana Hermann Goering que capturaron después de la guerra.
Finalmente, la investigación de datos sobre la batalla de Kursk realizada conjuntamente por el Instituto Dupuy (EE. UU.) y la Compañía Rantek (Rusia) con la búsqueda de más de 25.000 páginas de documentos originales ha arrojado resultados relativamente más precisos sobre Pérdidas alemanas.Los resultados de la evaluación muestran que los datos de pérdidas del lado soviético son relativamente consistentes con los resultados de las investigaciones independientes de GF Krivosheev, VM Andronikov y PD Burikov.

## Consecuencias
El fracaso de la operación Roland, combinado con los fracasos estratégicos previos inmediatos en Kursk y Prójorovka, sellaron efectivamente el destino de la Wehrmacht en el Frente Oriental. El juicio de Manstein sobre la fuerza del ejército soviético estaba bastante equivocado, y sus repetidos ataques no lograron el objetivo. A partir de ese momento, los alemanes siempre lucharían a la defensiva y nunca volverían a montar ofensivas a gran escala durante el resto de la guerra.